# Jan Žižka
Jan Žižka z Trocnova a Kalicha (kolem roku 1360 Trocnov – 11. října 1424 u hradu Přibyslavi, tradičně Šenfeld) byl český husitský vojevůdce, pokládaný za otce husitské vojenské doktríny a autora či prvního uživatele defenzivní bojové techniky, tzv. vozové hradby. Historicky je podrobněji zmapováno pouze šest posledních let jeho života, zprávy o Žižkových předchozích osudech jsou nedostatečné, vycházet lze pouze z kusých zmínek v několika náhodou zachovalých listinách. Proto se ani odborníci nemohou shodnout a v biografických pracích, věnovaných táborskému hejtmanovi, zastávají často i vzájemně protichůdné názory.
Roku 1408 Žižka vyhlásil nepřátelství Rožmberkům a královskému městu České Budějovice a působil v záškodnické rotě jistého Matěje vůdce. Následujícího roku byl ze spáchaných zločinů králem Václavem IV. omilostněn a poté vstoupil do služeb polského panovníka Vladislava II. Jagella. Pod vedením Jana Sokola z Lamberka se účastnil tažení proti řádu německých rytířů, avšak dodnes není historicky doloženo, zda bojoval v bitvě u Grunwaldu. Dále se předpokládá, že po návratu z Polska pobýval jako královský čeledín v Praze, kde se patrně seznámil s kázáním mistra Jana Husa.
V létě roku 1419 byl Žižka jedním z čelných účastníků první pražské defenestrace, avšak nespokojenost s kolísavou politikou pražské radnice byla příčinou, kvůli níž metropoli opustil a odcestoval do Plzně. Poblíž tohoto města dosáhl svého prvního známého vítězství za pomoci vozové formace, po pěti měsících bojů s katolickou šlechtou byl nicméně nucen město přenechat nepříteli a probít se k nově vznikajícímu Hradišti na hoře Tábor. Táborská městská obec jej záhy zvolila jedním ze čtyř hejtmanů, patrně mu náležel post vojenského velitele. Již na jedno oko slepý Žižka v průběhu pokračujících bojů utrpěl poranění druhého oka a s největší pravděpodobností zcela oslepl (doloženo od obléhání hradu Rabí v červnu 1421). Ani toto postižení mu však nezabránilo, aby v čele husitských svazů odrazil vojska druhé křížové výpravy a dál pokračoval v boji s domácím i zahraničním nepřítelem. Počátkem roku 1423 se za ne zcela jasných okolností rozešel s některými představiteli Tábora a odešel do východních Čech, kde začal formovat nové bratrstvo (takzvaný Nový nebo Menší Tábor). Jeho vzrůstající vliv a úspěchy však brzy narazily na zájmy pražanů a další měsíce se nesly ve znamení bojů mezi oběma husitskými frakcemi. Situace nakonec eskalovala do té míry, že Žižka českou metropoli oblehl a přinutil pražany vést mírové rozhovory (září 1424). Po urovnání konfliktu ujednaly oba husitské tábory výpravu na Moravu, v jejímž průběhu Žižkova část vojska oblehla hrad v Přibyslavi. Zde husitský vojevůdce podlehl „hlíznatému“ onemocnění (snad karbunkl), jehož příčinou byl patrně neléčený zánětlivý proces.
Důležitým objevem, který umožnil alespoň částečné zodpovězení otázek, spjatých s Žižkovou osobou, byl nález tzv. čáslavské kalvy při archeologickém průzkumu, prováděném v roce 1910 v kostele sv. Petra a Pavla v Čáslavi. Po vědeckých analýzách bylo určeno, že se pravděpodobně jedná o část kostry husitského vojevůdce.

## Mládí (1360–1400)

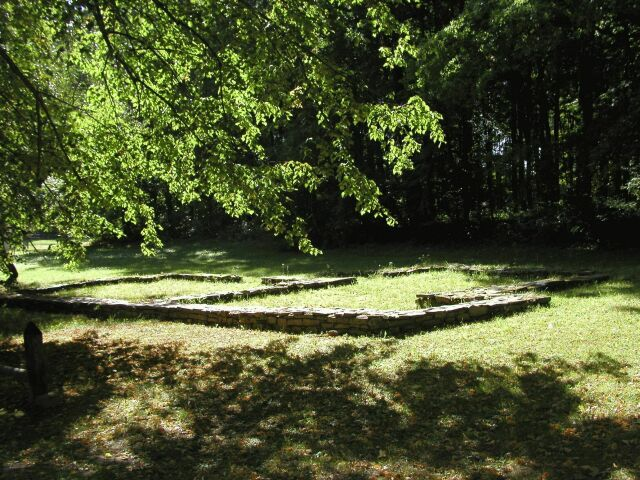
Základy dvorce objevené roku 1956 u Trocnova archeologem dr. Antonínem Hejnou. Lze předpokládat, že právě zde strávil Jan Žižka alespoň část dětství a dospělosti

Přestože historicky není přesně doloženo, kdy se Jan Žižka narodil, je pravděpodobné, že světlo světa spatřil kolem roku 1360 na menším ze dvou poplužních dvorců na Trocnově. K jeho narození se vztahuje pověst o tzv. Žižkově dubu, kde se Jan Žižka podle legendy narodil. Z rozmezí let 1360–1400 se o budoucím husitském vojevůdci uchovalo jen nepatrné množství informací. Enea Silvio Piccolomini, pozdější papež Pius II., jenž měl své zprávy od přímých účastníků husitských válek (mj. i od Oldřicha II. z Rožmberka) v díle Historie česká zmiňuje, že Žižka byl chudý a při královském dvoře od dětství živený. Pokud se zpráva italského humanisty zakládá na reálném základě, je pravděpodobné, že se Žižka ke dvoru dostal ještě v době panování císaře a krále Karla IV. O tom, kolik let u královského dvora strávil, se lze pouze dohadovat, neboť první autentická zmínka o Žižkově osobě pochází z 3. dubna 1378, tedy z období, kdy se nacházel zpět na jihu Čech a mohlo mu být zhruba 18 let. Tímto prvním dokumentem je úřední listina sepsaná v Českém Krumlově, v níž Mikuláš řečený Plachta z Boršova urovnává majetkové náležitosti po své smrti. Jako druhý jmenovaný svědek zde figuruje Johanes dictus (řečený) Zizka de Trucznow. Druhý písemný pramen pochází z 11. července téhož roku. V dlužním úpisu se Jaroslav z Krupé zavazuje splatit dvěma budějovickým židovkám dluh 3 kopy a 10 grošů (asi 380 zlatých korun) a Žižka je zde uváděn jako „rukojmě sám druhý“, tedy spoludlužník či druhý rukojmí. Ve třetí veřejné listině, sepsané o tři týdny později (1. srpna) opět v Krumlově, figuruje jako třetí svědek při prodeji zboží Matěje z Holkova. V zápisu je uváděn jako Ješek řečený Žižka z Trocnova. Ve čtvrté listině z roku 1381 se jistý Jesco de Trocznow, tedy opět Ješek z  Trocnova, neúspěšně uchází o dědictví po jakémsi Mikešovi, jenž zemřel bez přímých dědiců. V další písemnosti z roku 1384 Johanes dictus Zyzka de Trocznow prodává lán v Čeřejově, jenž věnem náležel jeho ženě Kateřině. Existuje ještě poslední záznam z let 1390–1400 v nekrologiu krumlovského konventu řádu minoritů, v němž se doslova uvádí: „Den Mikuláše biskupa a vyznavače. Ješek sládek z Krumlova. Zemřel Peška, lovčí páně. Řehoř, otec Jana řečeného Žižka, matka Johana a manželky obě jeho Kateřiny, se svými předky.“ Tato věta dokládá, že každý rok v den, kdy měl biskup Mikuláš svátek, se konala zádušní mše za celou trocnovskou rodinu. Minority o zápis zřejmě požádal sám Žižka.

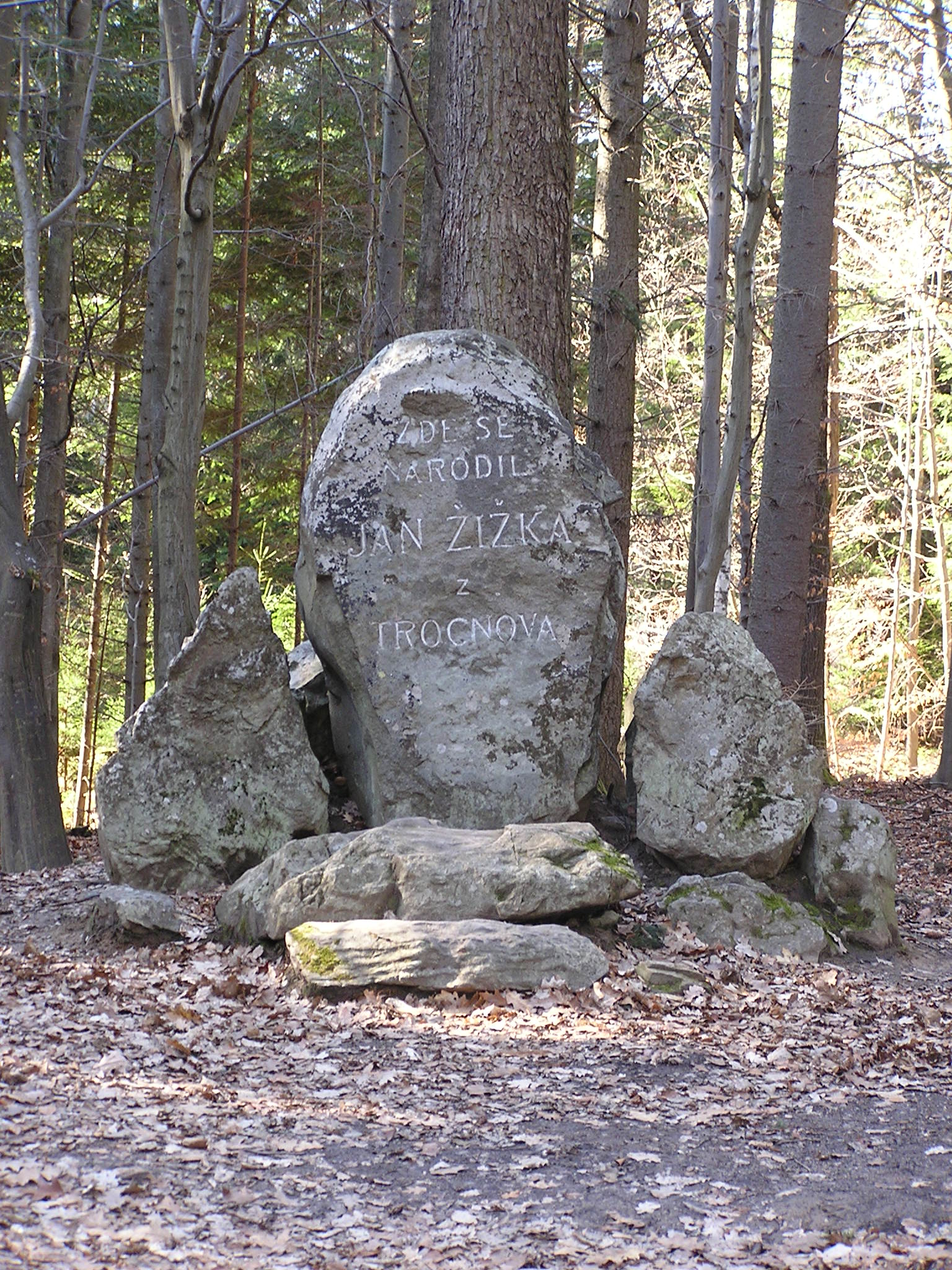
Pomník Jana Žižky na místě, kde dříve stál Žižkův dub,a kde se podle legendy Žižka narodil

Událostí, která historikům pomohla alespoň nepatrně nahlédnout do raných let Žižkova života, byl objev čáslavské kalvy. Antropologickým ohledáním bylo zjištěno, že na levé očnici je snížen její strop jako následek poranění krajiny levého oka utrpěného pravděpodobně ještě před ukončením růstu individua. Za předpokladu, že kost skutečně náleží husitskému vojevůdci, lze dovodit, že o oko přišel zhruba ve věku 10–12 let úderem sečné zbraně do tváře. Zranění Žižkův obličej zdeformovalo a způsobilo pokles levého oka oproti oku pravému o 3–3,4 mm a vyhnulo jeho orlí nos doleva.

## Lapkovská léta (1400–1409)
Další dochované zprávy o Janu Žižkovi pocházejí ze zápisů v Popravčí knize pánův z Rožmberka a v Jihlavské popravčí knize. Z těchto archiválií, v nichž jsou zaznamenány výpovědi zločinců a zemských škůdců z první poloviny 15. století, vyplývá, že Žižka vyhlásil nepřátelství Jindřichovi z Rožmberka a královskému městu České Budějovice. Stal se tedy takzvaným opovědníkem, což sice odpovídalo tehdejšímu zvykovému právu a praxi, podle které mohl každý šlechtic hájit své právní nároky silou, nicméně zemský soud v roce 1402 vyhlašování opovědí zakázal a nahradil jej soudními půhony. Žižka realizoval své nepřátelství k Rožmberkům ve skupině lapků v jejímž čele stál Matěj řečený vůdce. V rožmberské popravčí knize se Žižky z tohoto období týkají dva zápisy. Nejobsáhlejší je doznání samotného Matěje vůdce, jenž byl v roce 1409 dopaden, vyslýchán na mučidlech a následně oběšen. Druhou zprávu o Žižkovi obsahuje výpověď jistého Pivce, kterou ale není možné přesně datovat, nejpravděpodobnější je rok 1402. Z obsahů obou prohlášení je zřejmé, že skupina nejednala pouze na vlastní pěst, ale vykonávala také práci sjednanou a placenou. K jejím významným zaměstnavatelům se počítali zejména Litol a Albrecht Bítovští z Lichtenburku. Mezi muže, s nimiž se Jan Žižka v roli opovědníka setkal, patřili kupříkladu Jan Sokol z Lamberka, Hynek z Kunštátu známý jako Suchý Čert, či Racek Kobyla. Zejména pokud jde o účast Jana Žižky na akcích Jana Sokola z Lemberka, šlo o akce schválené či přímo podnícené králem a jeho nejbližšími úředníky.
| „                          | A na Žižku Jan Holý pravil, že Žižka, Jindřich a bratr Žižkóv vzěli jsú herynky, a že on a Troskovec odpověděli pánu, a že Žižka vzebral vozy a pánu [z Rožmberka] odpověděl. … A také že Matěj kupcóm vzal zlaté a Žižka zabil páně člověka. … A také Žižka a Martin Brada Plachtík s svými střelci jeli jsú Podolce a Albrechta bratra Jana Lysého pro penieze, chtiece je mieti nespravedlivě. ... Zachař burgrabie a Románek na Zviekově jim slíbili, že by je chtěli na hrad vpustiti, kdyby jim bylo potřeba. | “ |
| — Pivcovo pravenie (výběr) | |   |

| „                            | Item recognovit, že Jiřink z Plzenska, Halba z Chotěboř, Žižka, Hansa Uher, Polák ti jsú vzebrali kramnú věc i jiné zbožie a to jsú nesli do Rakůs na Trnavu a na Kobr. … Item recognovit, že Byňovec, Matěj vuodce, Kolúch, Žižka, Jiřink chtěli jsú Nový Hrad zlézt a Folkenstorfer z Kolmice jměl jest jim na pomoc přijeti. … Item recognovit, že Hynek sluha Sudlicov v Moravě na Rabšteině, ten dělá řebřie z provazuov, jimižto by mohli hrady a města slézt; tu jest luoni s Žižků a s Kolúchem a jinú svú rotú Hus hrad měl zlézti i s Matějem. … Item recognovit, že on Matěj, Jiřink a střelci svými, Halba, Jan Tlama, Polák, Žižka, Hansl Uher jměli jsú stav ve vsi řečené Sedlo mezi Bystřicí a Stráží v třetiem dvoře na právě ruce od Bystřice ku Pěnné jedúc u někakého starého sedláka jměli jsú stav a jmievají, a když jsú zbožie u Mirotic na silnici vzebrali, tu se u něho stavili, tady jedúc. … Item recognovit, že Žižka a Karlík Míšněnín se dvěma svýma strýcoma podlé Strážcova na silnici vzeli jsú jednomu súkenníku tandléřovi drahně sukna a jeho samého jemše i nesli jej na Jempnici… | “ |
| — Část výpovědi Matěje vůdce | |   |

Záznamy v Jihlavské popravčí knize jsou mnohem méně obsáhlé než v knize rožmberské. Navíc je zde jméno Žižka uváděno ve dvou podobách – Schysska a Zyzka, přičemž s největší pravděpodobností šlo o dva rozdílné muže. Lze však předpokládat, že zemanem z Trocnova je prve jmenovaný, tedy Schysska. První zmínka o budoucím husitském vojevůdci pochází od Janka, pacholka Kolúchova (pravděpodobně jde o Jana Kolúcha z Pňové Lhoty), jenž byl oběšen ve Stráži. Na mučidlech vypověděl, že Matěj vůdce, a Byňovec chtěli zradit panu Alšíkovi z Bítova a mladému panu Krojíři, Žižkovi a Kolúchovi Nové Hrady, hrad i město, a za to, že jim pan Alšík slíbil a zavázal se postoupiti nějaké tvrze na Moravě. Za to chtěli jmenovaní zraditi panu Plšíkovi i město Třeboň. Tovaryši jejich byli: Žižka (psáno Schysska), Janech, Martin Brada, Matěj vůdce, Janek jeho Bratr, Jiřiňk z Plzeňska, Holba z Chotěboře aj. V druhém zápisu z roku 1410 jistý Zikmund z Kraví hory vypovídal v neprospěch jednotlivých členů tovaryšstva Jana Sokola z Lamberka. Podle něj Rossak, Paleček, Žižka (Zyzka), Šiška (Schysska) a Jan Veliký obrali dva jihlavské měšťany. Znova se Žižkovo jméno objevuje až v dlouhém seznamu lapků, u nichž je výslovně napsáno, že jsou „u Sokola“.
Dráha trocnovského zemana jako zemského škůdce skončila 25. dubna 1409, když v jeho prospěch král Václav IV. na hradě Žebráku vydal list, jenž oznámil purkmistrovi a konšelům města Budějovice, že jim je uděleno svolení usmířit se s Janem Žižkou. O tři měsíce později (27. července) nechal král na Točníku vyhotovit nový amnestující list, v němž oznamuje Budějovickým, že přijal na milosti Jana řečeného Žižku, svého milého věrného, odpouštěje jemu milostivě všechny výtržnosti učiněné proti němu a proti koruně království Českého.
K tomuto období je třeba zmínit hypotézu, podle které je Jan Žižka totožný s českým panošem známým pod jménem Jehan Susque de Behaigne (Jan Šiška/Žižka z Čech), který se vyskytoval v Burgundsku v letech 1404–1405 u dvora Filipa Smělého, bratrance a spojence Václava IV., a následně v letech 1407–1409 i u jeho následníka Jana Nebojácného. Do Burgundska přišel ve společnosti dalšího českého panoše nazývaného Gillaume de Sully de Behaigne, možná totožného s Vilémem Sudlicí z Litovan, který zde v průběhu let 1404 až 1416 působil jako kondotiér. Panoš Susque několikrát doprovázel významného burgundského šlechtice jménem Regnier Pot při jeho jednáních v Českém království a Uhrách. Kromě role ozbrojeného doprovodu plnil také funkci samostatného kurýra, dále měl u dvora čestnou pozici číšníka a poněkud neobvyklé označení štolby vzácných koní, zřejmě odkazující na skutečnosti, že při svých návratech prodával burgundským vévodům velmi drahé koně z Čech. Krádežemi, včetně koní, a prodejem kořisti v zahraničí se družiny, na nichž byl Žižka napojený, skutečně zabývaly. Navíc Žižka podle výpovědi Matěje Vůdce jednal o odbytu ukořistěného zboží například s rakouskými šlechtici na jejich hradech v Rakousku. Slabinou této hypotézy je však obtížná slučitelnost současné diplomatické a dvorské služby s dosvědčenou činností domácího škůdce a opovědníka. Nicméně ve prospěch ztotožnění tohoto hovoří skutečnost, že na konci dubna 1409 byl Jehan Susque součástí burgundského poselstva jednajícího s Václavem IV. o sňatku Elišky Zhořelecké, a právě během 25. až 27. dubna 1409 český král uzavřel jak svatební dohodu, tak vyzýval k omilostněni Jana Žižky. Zajímavá je také skutečnost, že naposledy byl panoš Susque vyslán jako kurýr k českému králi po 3. červenci 1409, a opět shodou okolností 27. července Václav IV. vydal Janu Žižkovi omilostňující listinu a přikázal Budějovickým, aby následovali jeho příkladu. Jehan Susque je v Burgundsku naposledy doložen v listopadu 1409, kdy provedl vyúčtování své červencové cesty, načež z tamních pramenů nadobro zmizel.

## Žoldnéř a královský čeledín (1410–1419)

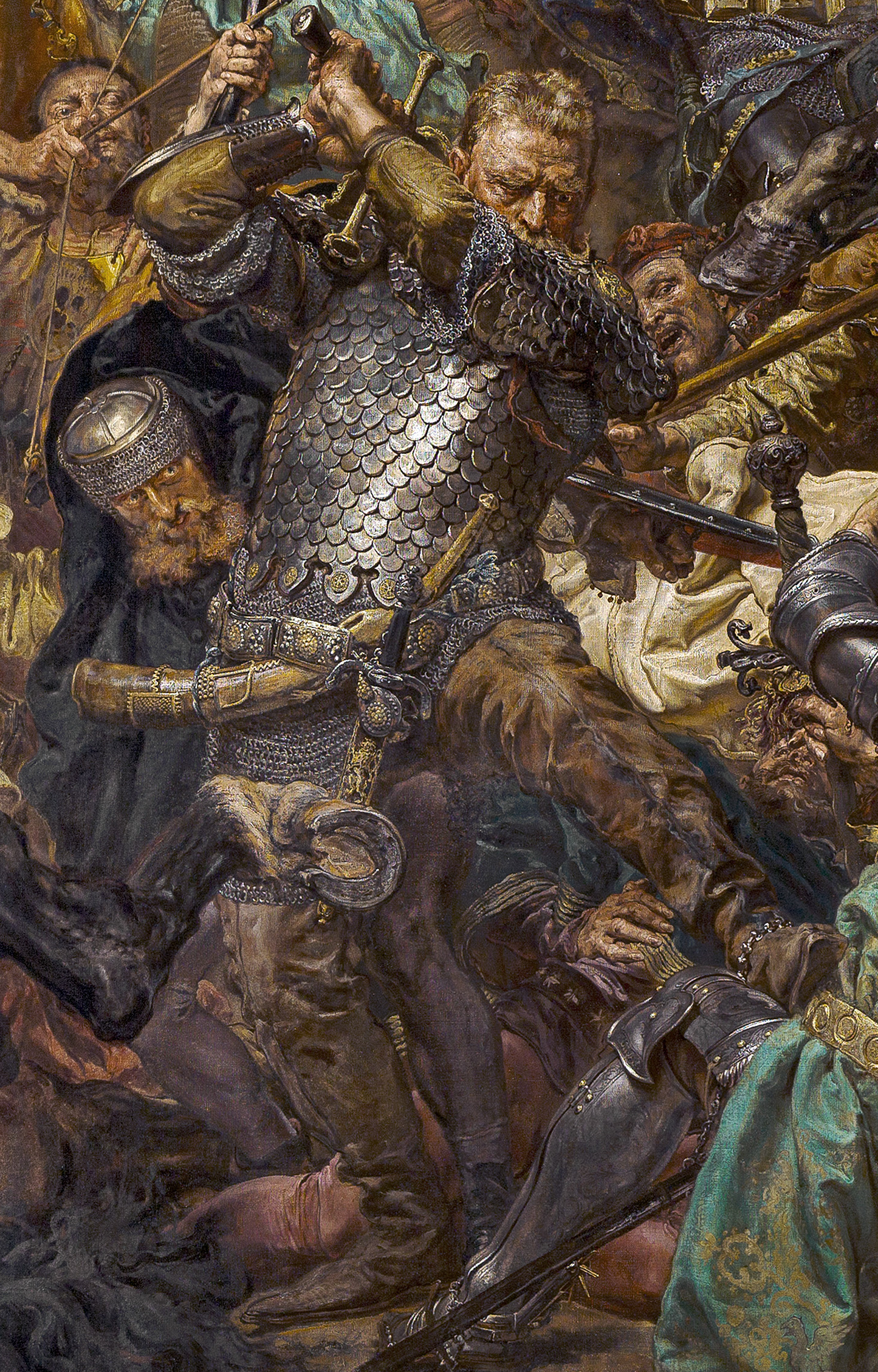
Jan Matejko: Bitva u Grunwaldu (1878). Na slavném obrazu, je mezi postavami významných šlechticů zobrazen i Jan Žižka

O dalších osudech Jana Žižky informuje dílo polského kronikáře Jana Długosze Annales Poloniae. Na základě jediného zápisu se lze domnívat, že se v letech 1409–1411 jako žoldnéř polského krále Vladislava II. Jagella účastnil bojů proti Řádu německých rytířů. Z uvedeného souvětí ovšem není patrné, zda byl přítomen v bitvě u Grunwaldu, neboť zmínka se váže teprve k válečným operacím po grunwaldském vítězství, kdy vojsko polského panovníka obléhalo a dobývalo jednotlivé řádové pevnosti.
| „             | Po dobytí hradu Radzyně dal Vladislav, král polský, v úterý po svatém Matyáši dne 23. září uvedený hrad do správy Jaškovi zvanému Sokol, rytíři českému, muži věrností a statečností slavnému, s nímž na témže hradě zůstal větší počet Poláků a Čechů a mezi nimi i Žižka, Čech, v pozdější době slavný vůdce vojsk českých, proslavený mnohými vítězstvími; též i Anděl (Angelus) a jiní. | “ |
| — Jan Długosz | |   |

Znovu se Žižka (s největší pravděpodobností) objevuje ve středověkých pramenech teprve v roce 1414. V soudní knize novoměstské je zaznamenáno, že jistý Janek Jednooký, vrátný krále Václava, zakoupil od Václava Stoherky za cenu padesáti kop grošů dům v ulici Na Příkopě. Z jeho vlastnictví se však dlouho netěšil, neboť v roce 1416 jej prodal a za částku 13 kop grošů si pořídil rezidenci v dnešní Pařížské ulici. Je pravděpodobné, že v této době již nebyl ve funkci vrátného, neboť soudní kniha nazývá Janka Jednookého panošem od dvora králova.
Co přesně dělal Žižka v období mezi polským tažením a počátkem husitských válek, je příčinou dalších dohadů. Tři anglické slovníky, vydané v 19. století, poskytují neověřené informace, že se účastnil stoleté války ve službách Jindřicha V. a byl přímým aktérem bitvy u Azincourtu. Nepodložená jsou též tvrzení dalších moderních encyklopedií, které uvádějí, že po odchodu z Polska sloužil jako voják v Uhrách, Dánsku a posléze v Dolním Sasku. Současně nelze doložit ani zažitou informaci o jeho službě v pozici komorníka královny Žofie.

## Husitský vůdce (1419–1424)

### Rok 1419

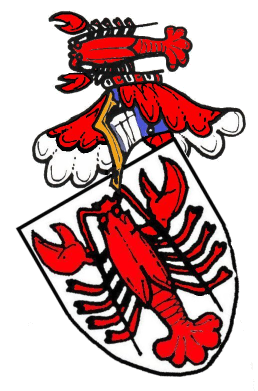
Žižkův rodový erb byl dlouho neznámý, teprve ve 20. století byla objevena nezřetelná pečeť s erbem z roku 1378. Z hlediska barevnosti je pravděpodobné, že šlo o rudého raka ve stříbrném poli

Existuje řada hypotéz, které se pokoušejí vysvětlit, jaký mohl být vztah Jana Žižky k Janu Husovi a jakým způsobem probíhal jeho přerod v ortodoxního zastánce husitského učení, nicméně opět chybí jakýkoliv důkaz, jenž by potvrdil kteroukoliv z nich. I přes tento nedostatek je patrné, že k tomuto procesu nezbytně došlo, neboť písemné prameny informují, že 30. července 1419 byl jedním z předních účastníků události známé jako první pražské defenestrace.
| „                    | Potom téhož roku v neděli po sv. Jakubu, jinak 30. dne měsíce července, byli purkmistr a někteří konšelé Nového Města s podrychtářem, nepřátelé přijímání z kalicha, od obecného lidu a Jana Žižky, dvořana svrchujmenovaného českého krále, za to, že se posmívali procesí, které se tamtudy mimo radnici vracelo s velebnou svátostí oltářní od svatého Štěpána Na rybníčku do kláštera blahoslavené Panny Na písku, ohavně shozeni z Novoměstské radnice a ukrutně ubiti a usmrceni, tehdy král Václav dlel se svým dvorem na Novém hradě, vzdáleném skoro míli od Prahy. | “ |
| — Vavřinec z Březové | |   |

Podle záznamu ve Starých letopisech českých je velmi pravděpodobné, že šlo o předem připravenou akci, avšak není zcela zřejmé, zda se jí Žižka, oproti častým předpokladům (např. Josef Pekař), účastnil jako světský vůdce. K této domněnce vede zápis literáta Vavřince z Březové, jenž v Husitské kronice k události poněkud lakonicky poznamenal: „... a k té obci přidal se Jan Žižka, dvořan svrchujmenovaného krále,“ navíc další zpráva o Žižkově osobě se datuje až k 25. říjnu, tedy ke dni, kdy novoměstská obec obsadila pevnost Vyšehrad. Pokračujících bojů v okolí i mezi hradbami české metropole, včetně útoku na Malou Stranu, se jednooký zeman patrně neúčastnil. Není vyloučeno, že do uzavření listopadového půlročního příměří vykonával funkci velitele vyšehradské posádky.
Snad v prosinci roku 1419 Žižka, spolu s Břeňkem Švihovským z Dolan, Valkounem z Adlaru a ozbrojeným houfem, opustil Prahu a odcestoval do Plzně, působiště kněze Korandy. Důvodem jejich odchodu byla nespokojenost s kolísavou politikou pražské radnice a potřeba zázemí, které jim mohlo město poskytnout pro vedení kampaně proti královně Žofii a královským stoupencům, nechtějíce s nimi nijak ujednati příměří jakožto s nepřáteli Boha a jeho zákona. V Plzni Žižka strávil pět měsíců a je pravděpodobné, že mu zde připadla neformální role autoritativního vojenského vůdce. V prvních dnech pobytu se po boku svých společníků a místních husitů účastnil vypuzení části katolického obyvatelstva, ve dnech následujících pak podnikal výpady proti drobným základnám nepřítele v širším okolí města. Při jedné z těchto akcí, jež byla namířena proti tvrzi Nekmíř, byly tři stovky jeho mužů v doprovodu sedmi vozů přepadeny jízdou a pěchotou plzeňského landfrýdu pod velením Bohuslava ze Švamberka. Střetnutí u Nekmíře skýtalo podobný obrázek, který se posléze opakoval i v dalších Žižkových bitvách. Husité srazili vozy do hradby a úspěšně odrazili početně mnohem silnějšího a lépe vyzbrojeného nepřítele. Podle Starých letopisů českých trocnovský zeman sebevědomě využil vítězství, táhl dál svou cestou a tu noc pobořil tři opevněné tvrze.

### Rok 1420

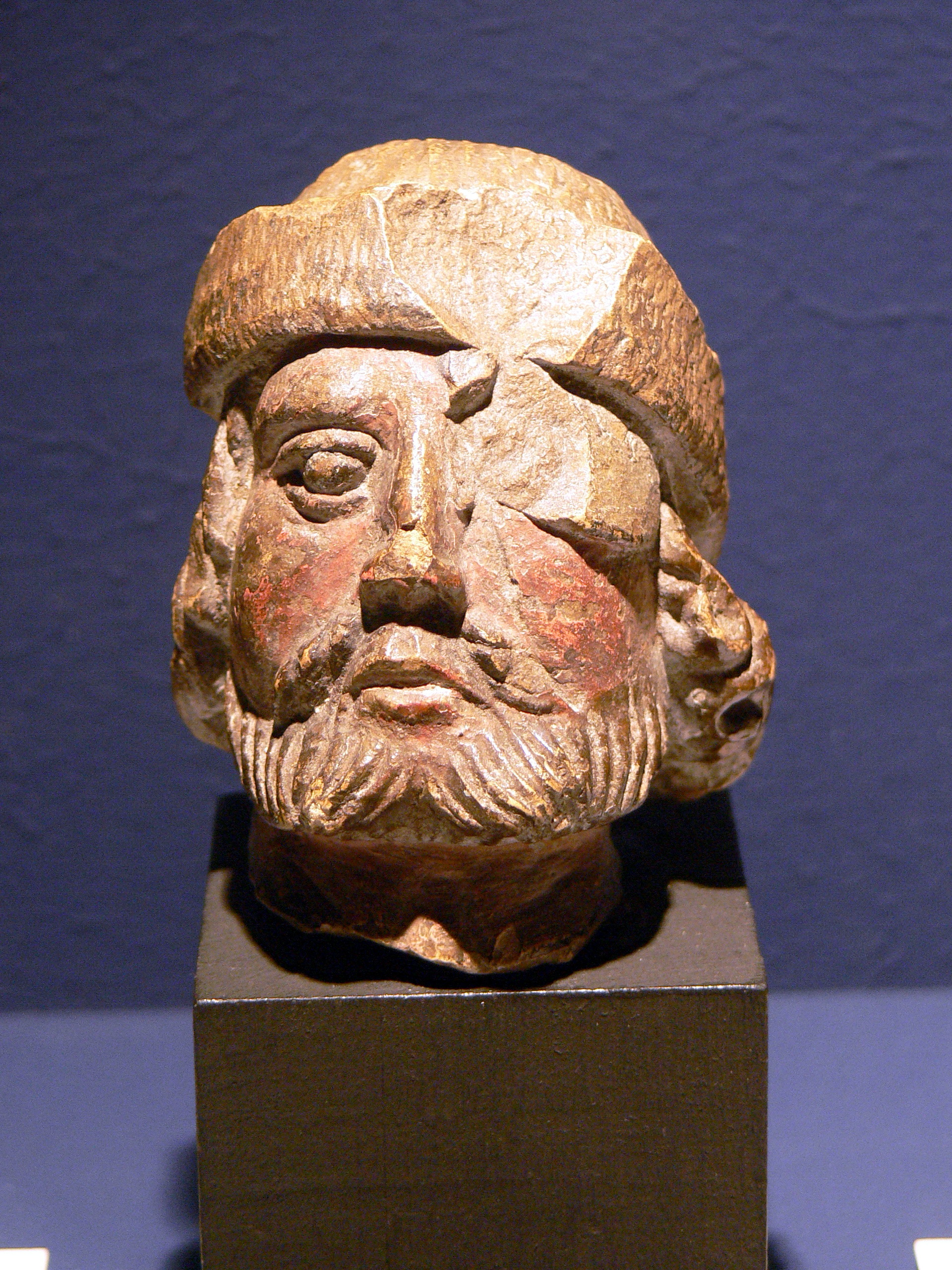
Hlava Jana Žižky z rámu táborského městského znaku ze staré radnice; Národní muzeum Praha, polychromovaná opuka z let 1515–1516

Po bitvě u Nekmíře muže plzeňského landfrýdu posílily oddíly Václava z Dubé, vojenského náměstka krále Zikmunda. Obě královská vojska posléze Plzeň oblehla a po dobu dalších několika měsíců docházelo ke krvavým srážkám, které nepřinesly výhodu ani jedné straně. Husité se však s postupem času octli ve zjevné nevýhodě, neboť příslušníci místní katolické a německé opozice proti nim začali opevňovat své domy a město již v polovině března svíralo několik narychlo vybudovaných bašt. Pod tlakem okolností nakonec přistoupili na návrhy pražanů a uzavřeli s královskými dohodu, jež měla zaručit obyvatelům svobodu přijímání z kalicha a možnost volného odchodu.
| „                             | Téhož roku, ještě v zimě, nějaký student Hromádka ještě s některými bratřími založil město Tábor. Pak poslal k bratru Žižkovi, aby mu dal posily, že našel dobré místo a usadil se na něm. Žižka poslal Chvala Řepického z Machovic ještě s dalšími bratřími. A tak tu horu osídlili a nazvali ji Tábor. ... Když jim bratr Žižka poslal z Plzně posilu, poznali jeho protivníci, že jsou jeho síly v městě oslabené. Začali se proti němu ve městě bouřit a opevňovat domy. Když Žižka viděl, že se proti němu ve městě bouří, několik dní před svátkem Matky boží v postu vytáhl z města. | “ |
| — Ze starých letopisů českých | |   |

Nejspíš 23. března vyrazily zhruba čtyři stovky pěších obojího pohlaví v doprovodu dvanácti vozů a devíti jezdců z Plzně směrem ke vznikajícímu Hradišti na hoře Tábor. Dne 25. března byla kolona, vedená Břeňkem Švihovským z Dolan, Valkounem z Adlaru a Janem Žižkou, napadena silnými oddíly nepřátel, operujícími v píseckém kraji. Funkci taktického velitele při bitvě u Sudoměře zřejmě zastával Žižka, jemuž se za využití vozové hradby a díky příhodným terénním podmínkám podařilo úspěšně odrazit 700–2000 nepřátelských ozbrojenců. Po svém vítězství husité přenocovali na bojišti a druhého dne bez dalšího atakování protivníkem vyrazili k vytčenému cíli. Žižkovým příchodem na Tábor pak byla dokonána první etapa sjednocení husitských sil z Jižních a Západních Čech.
Táborská městská obec si již v počátcích své existence do svého čela zvolila čtyři hejtmany. Čelné místo mezi nimi obdržel Mikuláš z Husi, dalšími pak byli Zbyněk z Buchova, Chval Řepický z Machovic a Jan Žižka, který podle všech náznaků zřejmě od prvních dní pobytu zastával post vojenského velitele. Tento závěr potvrzuje i jeho akce z 5. dubna, kdy v brzkých ranních hodinách překvapivě zaútočil na vojenský tábor u tvrze v Mladé Vožici (bitva u Mladé Vožice). Při střetnutí se ozbrojencům pod jeho velením podařilo pobít množství železných pánů a získat bohatou kořist jak v drahých kovech, tak ve zbraních a koních. Právě tito koně měli v budoucnu tvořit základ husitské jízdy. Vavřinec z Březové posléze popisuje řadu vojenských úspěchů, jichž husité pod Žižkovým velením dosáhli v průběhu několika dní od 23. dubna. Žižka byl „...nadmíru odvážný a statečný. Jeho řízením se hotovilo všechno vojsko a za ním šli všichni sedláci, třebas bez zbroje, jenom s cepy, palicemi, samostříly a sudlicemi a velmi ochotně ho poslouchali.“

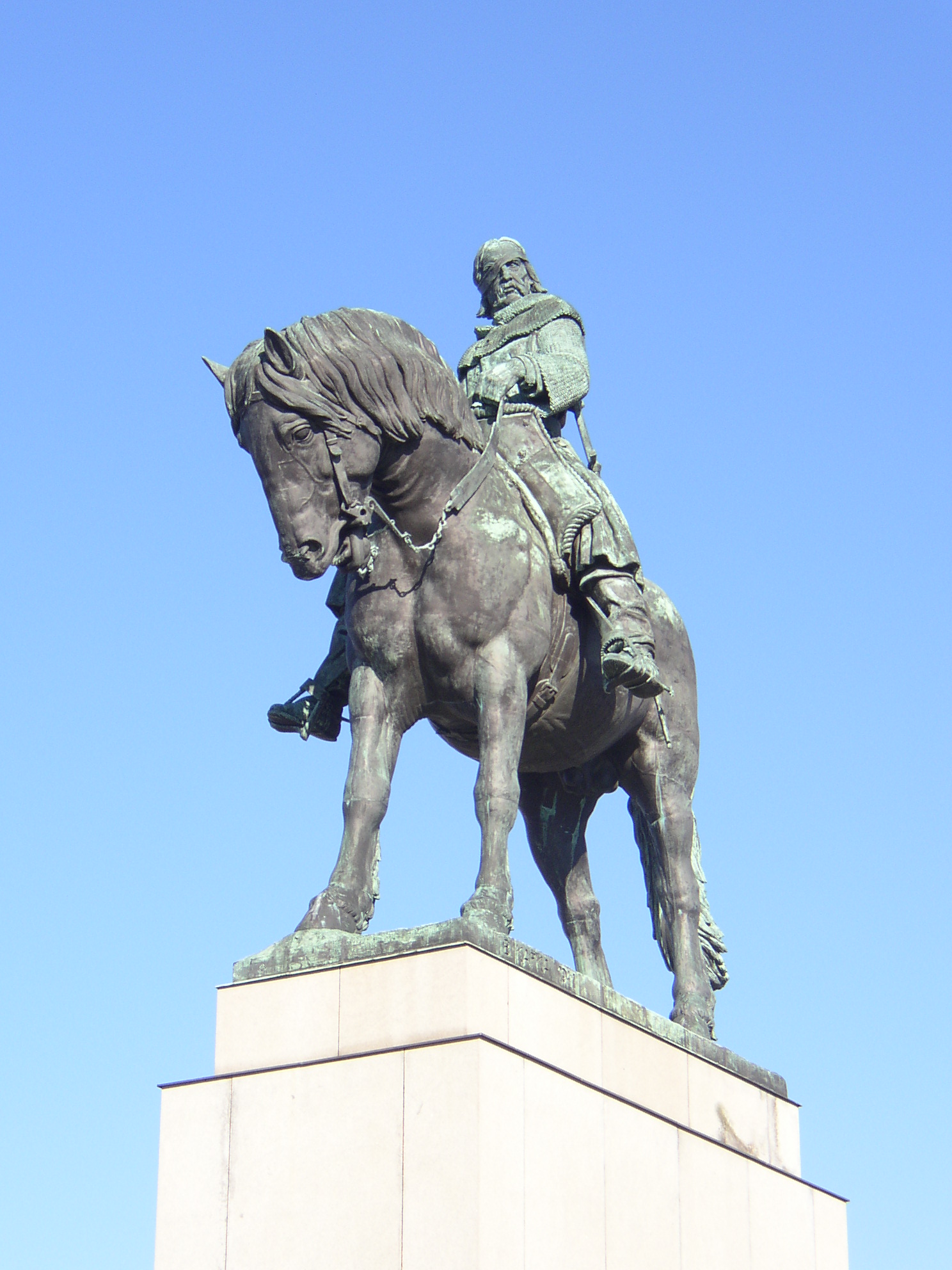
Bohumil Kafka: Jezdecká socha Jana Žižky v areálu Národního památníku na pražském Vítkově

Na pozadí těchto událostí 1. března 1420 vydal papež Martin V. bulu, kterou na žádost Zikmunda Lucemburského vyhlásil křížovou výpravu proti kacířským Čechům. Narychlo sebrané vojsko brzy vpadlo do Čech, 3. května bez odporu obsadilo Hradec Králové a v polovině téhož měsíce pak i Kutnou Horu, kde probíhaly přípravy k tažení na Prahu. Ohrožení pražané se pokoušeli s králem Zikmundem vést jednání o kompromisu, avšak jím vznesené podmínky byly pro obyvatele české metropole nepřijatelné, a proto se rozhodli požádat o pomoc táborskou obec. Vyčleněný oddíl vyrazil z Hradiště 18. května a o dva dny později byl vítán procesím Pražanů před branami města. Cestou táborské vojsko vypálilo Benešov a bylo nuceno dostat se z obklíčení skrze jednotky českých katolických pánů a oddíly křižáckého vojska ve střetnutí u Poříčí nad Sázavou. Operativní zvládnutí přesunu i defenzivní taktika vedení boje nasvědčují tomu, že vrchní velení připadlo Janu Žižkovi. Jeho jméno je však v souvislosti s vojenskými akcemi u Prahy zmiňováno teprve ve chvíli, kdy se král Zikmund připravoval zahájit bitvu a obsadit vrch Vítkov.
| „                    | Předvídaje to Jan Žižka, hejtman táborský, dal bez odkladu hned na svrchujmenované hoře postaviti dva sruby na způsob jizeb a kázal je okopati maličkým příkopem a obehnati zdí z hlíny a z kamení. A skrze ten srub podivuhodně dal všemohoucí Pán zachránění Pražskému městu... | “ |
| — Vavřinec z Březové | |   |

V souvislosti s bitvou na Vítkově a bojem o sruby Vavřinec z Březové dále poznamenává, že „i Žižka přišed tam byl by sám zabit, kdyby ho nebyli jeho lidé cepy vyrvali z rukou nepřátel.“ Kronika velmi pěkná o Janu Žižkovi pokračuje: „...tehdy, když Žižkovi velmi těžko bylo, kněz s božím tělem pojide z Prahy a Němci jsů strachem hlavy lámali i s koňmi utiekajíc skákali s huory doluv.“ Druhý den po husitském vítězství pak prý hejtman Žižka, svolav z Prahy množství žen, dívek a lidu světského, velmi silně ohradil tvrz častěji jmenovanou četnými většími a hlubšími příkopy, zdmi a četnými dřevěnými sruby, jak to lze vskutku vidět. A tak tomu vrchu a místu někteří dali jméno „Žižkov“ podle jména zakladatelova...
Po rozpadu křížové výpravy a ústupu jejích účastníků z okolí Prahy, získalo Žižkovo jméno, doposud spíš jen pověstné, více věhlasu a autority. Dochované prameny nehovoří o tom, jakou úlohu trocnovský zeman sehrál v následných neshodách Tábora s Prahou či jaká byla jeho účast na kampani, jež zahrnovala ničení klášterů v okolí české metropole a pobíjení místních kněží a mnichů. Jeho jméno je zmiňováno teprve počátkem srpna, kdy jménem Táborů připojil svou pečeť k plné moci husitů, kteří vyslali poselstvo do Polska s cílem prozkoumat půdu, lze-li nabídnout českou korunu jeho panovníkovi. 22. srpna pak opustil Prahu a zamířil do Jižních Čech, kde působil značné ztráty na světských statcích, tak duchovních, zvláště na panství pana z Rožmberka. Při tomto výpadu osobně velel dobytí města Vodňany, společně s Oldřichem Vavákem z Hradce získal Lomnici nad Lužnicí, zdevastoval Novou Bystřici a uštědřil pánům z plzeňského kraje, v čele s Oldřichem z Rožmberka, porážku v bitvě u Panského Boru. 12. listopadu pak dobyl Prachatice, přičemž povraždil všechny muže a ženy s dětmi dal vyhnat z města. 18. listopadu uzavřel v Písku smlouvu o příměří s Oldřichem z Rožmberka, čímž ukončil první fázi táborské podzimní ofenzivy. Zanedlouho se Žižkovo vojsko vydalo směrem k Praze. U hradu v Říčanech se spojilo s ostatními táborskými a vyčkalo kapitulace pevnosti (4. prosince). Když posádka otevřela brány, nechal Žižka z hradu vyvést devět kněží a nařídil svým práčatům, aby je, spolu s dalšími dvěma, dříve zajatými duchovními, upálila.

### Rok 1421

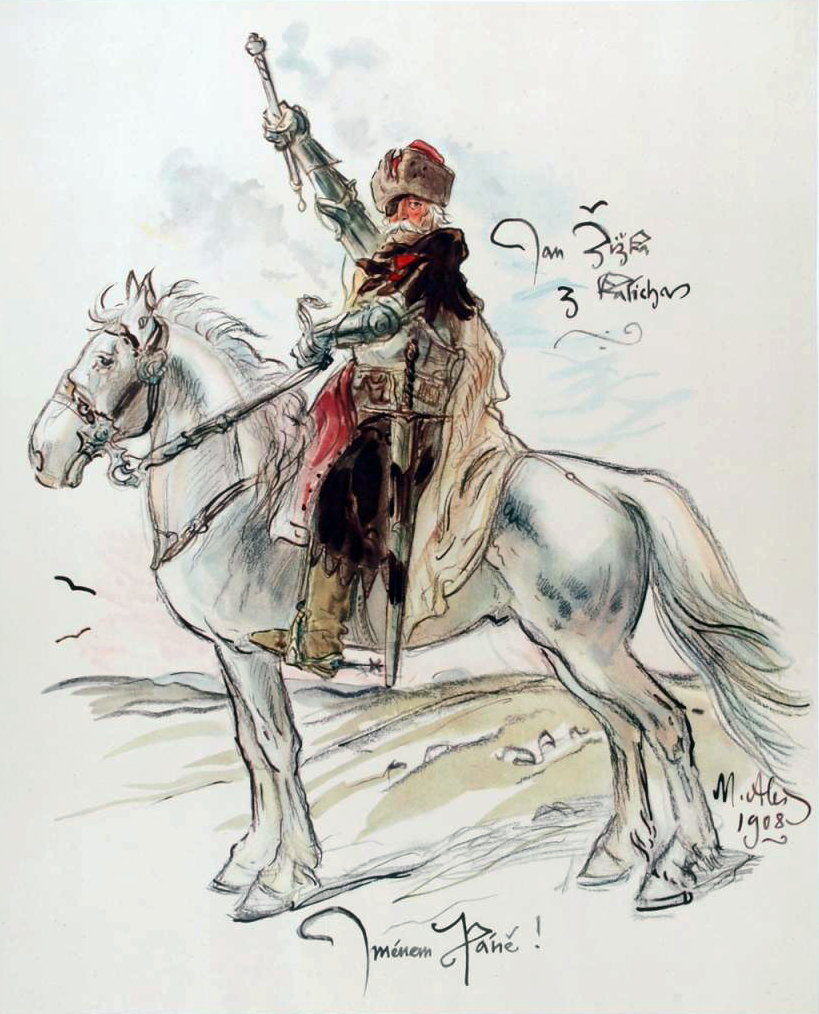
Mikoláš Aleš: Žižkova podobizna dokončená v roce 1908

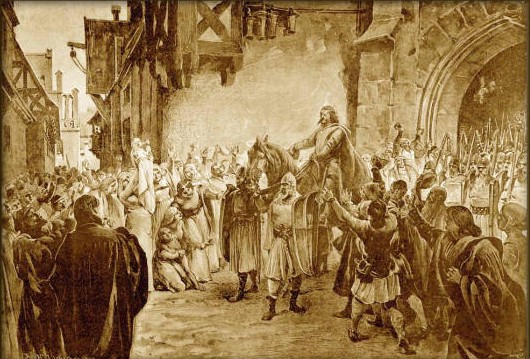
Adolf Liebscher: Žižkův příjezd do Prahy 1. prosince 1421

Brzy po Novém roce táborité pod Žižkovým velením obsadili kláštery v Kladrubech a Chotěšově a dobyli hrad Krasíkov, kde zajali významného nepřítele husitství Bohuslava ze Švamberka. 2. února přitáhli k Tachovu a vypálili jeho předměstí, avšak kvůli vysoké koncentraci vojsk českého a uherského krále nepřikročili ke generálnímu útoku a vrátili se pro posily k Táboru. Když se Zikmund Lucemburský dozvěděl, že Žižka nepokračuje v ofenzivě, neváhal a vytáhl silou získat zpět klášter v Kladrubech. O vypuzení husitské posádky se neúspěšně pokoušel tři týdny. Mezitím Žižka a pražané spojili svá vojska u Dobříše a sotva jejich vozy stály pět mil od obležených, Zikmund rozpustil své oddíly a uprchl k Litoměřicím. 14. února obě husitská vojska oblehla Plzeň, jež se během jednoho roku stala hlavou landfrýdu. Bojové operace, které měly město přinutit ke kapitulaci, trvaly čtyři týdny, po jejich uplynutí plzeňští požádali o příměří do Nového roku. Smlouva, kterou se mimo jiné zavazovali, že do měsíce přistoupí ke kalichu a čtyřem artikulům, byla skutečně ratifikována, avšak její obsah nebyl plzeňskými nikdy dodržen. Po této akci Žižka své tábory vedl k Chomutovu, který na Květnou neděli (16. března) dobyl útokem, vypálil a jeho vojáci zde zmasakrovali na 2 400 obyvatel. O deset dní později přitáhl do Prahy, odkud měl, po předešlém ujednání, v součinnosti s místním vojskem, vést útok na Beroun. Město padlo 1. dubna a trocnovský zeman zde nechal upálit přes čtyřicet duchovních, včetně tří odpadlých mistrů Karlovy koleje. Z Prahy zamířil zpět k Táboru, aby se vypořádal s husitskými heretiky, zvanými pikarti, kteří se opevnili na hradě Příběnice, vzdáleném přibližně 10 kilometrů od Tábora. Vavřinec z Březové uvádí, že zajal na padesát příslušníků sekty obojího pohlaví a dal je upálit ve vesnici Klokoty. 26. dubna se Žižka opět spojil s pražany při jejich tažení k Chrudimi a během pochodu prý spálil přemnoho kostelů. Spojené vojsko v rychlém sledu ovládlo mnohá česká města; mimo Chrudim také Vysoké Mýto, Poličku, Litomyšl a Jaroměř (15. května). Zde Žižka ukončil spolupráci s pražany a zamířil dál na sever. Brzy se pak zmocnil Trutnova a Dvora Králové a uhnul na Mladou Boleslav, kde se k němu připojil Jan Smiřický. Společně zamířili k Litoměřicím, které obklíčili. Zde se Žižka na vysoké hoře zmocnil jednoho dřevěného srubu, kterému dal jméno Kalich... Toto místo u Třebušína nechal v následujících měsících přestavět na své nové sídlo a titulem z Kalicha rozšířil i svůj predikát. Přestože se Litoměřice již dříve formálně vzdaly pražanům, tvrdě na ně udeřil, nicméně jeho muži byli se ztrátami odraženi, a Žižka od dalších akcí upustil. Při ústupu z Litoměřicka táborské vojsko prošlo Roudnicí, kde částečně zbořilo místní klášter a pobralo bohoslužebné nářadí.
Zpáteční cestu jednooký hejtman podnikal zřejmě nakvap, neboť je téměř jisté, že se ve dnech 3.–7. června účastnil sněmu v Čáslavi. Po přijetí sněmovního usnesení pak odcestoval k hradu Rabí, při jehož obléhání utrpěl těžké poranění druhého oka. Autor Kroniky velmi pěkné o Janu Žižkovi poznamenává: „Potom táhl jest Žižka a obehnal jest Rabí hrad, a tu mu jest druhé oko vystřeleno. I byl jest slep a ledva živ zoustal“. Enea Silvio Piccolomini v Historii české uvádí: „Když pak svolav bratry Táborské a Orebské, ležel před zámkem, kterémuž Rábí jméno jest, a obležených všie mocí dobýval, v oko, kterýmž jediným světlo nebeské viděl, strelů uhozen jsa, ztratil. Odtud do Prahy k lékaruom dovezen jsa, ačkoli na ránu ulečený, při životě zůstal, zraku však nikoli jest nenabyl.“ I přes indicie, jež se shodují na tom, že šlo o poměrně vážné zranění, se Žižka v české metropoli dlouho nezdržel, neboť se 6. srpna přidal k pražanům, kteří táhli proti Mostu, aby aspoň nahnal Němcům strachu.
Není zcela jasné, čím se hejtman Žižka zabýval v týdnech po konci tohoto tažení. Jeho list Domažlickým je opatřen datem 12. září, a pokud je historiky datován správně, je nasnadě, že formoval nové jednotky pro boj proti vojskům druhé křížové výpravy. Avšak Husitská kronika jeho jméno zmiňuje teprve ke konci měsíce, kdy vyprostil z obležení Lomnici, vypálil některé tvrze na levém břehu Vltavy a dobyl Soběslav, kde vypálil rožmberský zámek a pobořil zdi města i kostela. 14. října pak udeřil na tvrz Ostrov, ležící na řece Nežárce, kterou v pozdním létě ovládli adamité. Po tvrdém boji zde zajal na čtyři desítky mužů a žen, jež dal zanedlouho upálit. O několik dní později si Žižkovu pozornost vysloužil hrad Krasíkov, který oblehly jednotky plzeňského landfrýdu. Akce, jež měla pevnost uvolnit, však nebyla úspěšná, neboť oblehatelům přitáhl na pomoc oddíl Jindřicha z Plavna a jediné, čeho se husitům podařilo před ústupem dosáhnout, byla dodávka zásob obleženým. Po nezdaru se Žižka stáhl ke Klatovům, které opustil 10. listopadu v čele 1500 pěších a 400 jízdních ozbrojenců. Z dochovaných pramenů je patrné, že vpád, směřující na Plzeňsko, se setkal se silným odporem připraveného nepřítele a Žižkovi nezbylo, než se stahovat směrem k Žatci. Kroniky dále uvádějí, že za neustálých šarvátek byl nucen západně od Žlutic vyhledat útočiště na vrchu jménem Vladař, kde pod ochranou vozové hradby po tři dny odolával protivníkovu náporu. Nakonec jeho oddíly podnikly zdařilý pokus o průlom a probily se k posilám, jež jim na pomoc vyslali žatečtí (bitva u Žlutic).
Prvního prosince dorazil Žižka v čele své branné moci do Prahy, kde byl přivítán vyzváněním zvonů a s úctou jako kníže země. Svým příchodem rozšířil řady husitských ozbrojených svazů, které se zde shromažďovaly proti vpádu křižáckých vojsk krále Zikmunda. Dalších několik dní jednal s pražany, 8. prosince pak jeho táborité vyrazili zajistit prostor u Kutné Hory; ostatní vojsko vyšlo dne následujícího. Podle Kroniky velmi pěkné o Janu Žižkovi operace bitvy u Kutné Hory řídil osobně slepý táborský hejtman, avšak není zcela jisté, zda formálně převzal velení všech shromážděných husitských vojsk. První část střetnutí, která se odehrála 21. a 22. prosince, byla víceméně neúspěšná, neboť husité ztratili město a posléze byli nuceni se probít z obklíčení směrem na Kolín. Jejich průnik křižáckým vojskem byl však natolik důrazný, že se král Zikmund neodhodlal k pronásledování a zůstal v původních pozicích.

### Rok 1422

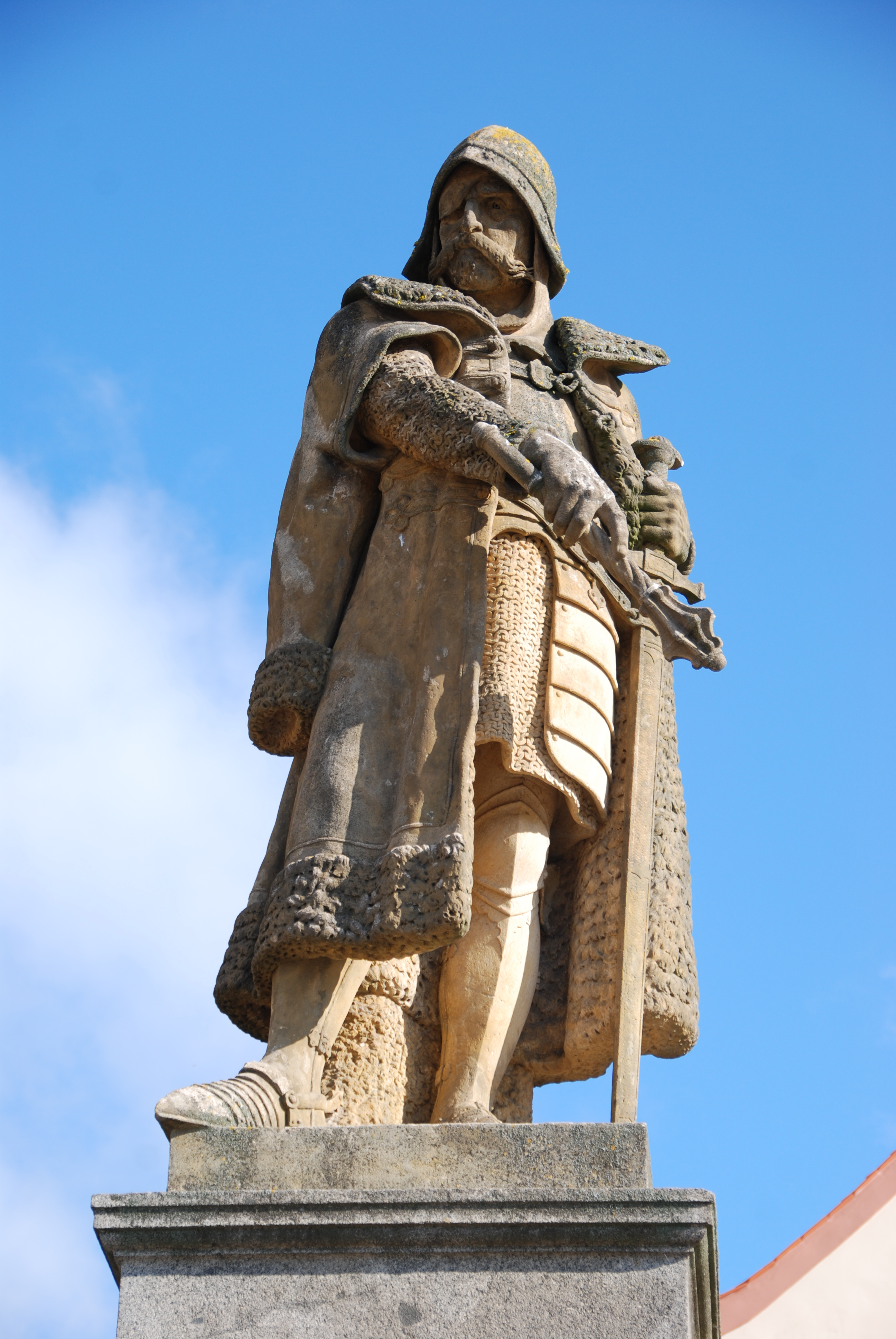
Josef Strachovský: Socha Jana Žižky na náměstí v Táboře

V posledních dnech starého roku hejtman Žižka doplnil své vojsko v Jičínském a Turnovském kraji a 6. ledna se objevil v Nebovidech, nedaleko Kutné Hory. Vzhledem k tomu, že křižáci protiútok neočekávali a byli rozptýleni v širokém okolí, na účinnou obranu nemohli pomýšlet. Král Zikmund dal proto rozkaz k zapálení města a ústupu. Ačkoli se mohly demoralizované protivníkovy síly stát Žižkovou snadnou kořistí, první jeho snahou byla likvidace požáru v Kutné Hoře. Teprve po úspěšném zvládnutí tohoto úkolu vyrazil rychlým pochodem ve stopách křižáckého vojska a 8. ledna dostihl jeho zadní voj u městyse Habry. Pokus o soustředěný odpor, jejž patrně organizoval italský vojevůdce Filippo Scollari, však skončil panickým útěkem všech zúčastněných křižáků. Po bitvě u Habrů husité protivníka pronásledovali se značným důrazem a ještě téhož dne dorazili k branám zhruba 19 kilometrů vzdáleného Německého Brodu. Zde se křižáci patrně ještě jednou neúspěšně střetli s Žižkou v otevřené bitvě a další stovky jich zahynuly při útěku přes Sázavu. Bez ohledu na tuto tragickou epizodu zůstala mezi hradbami města část velitelů, kteří byli odhodlaní alespoň dočasně udržet svou pozici, aby poskytli krytí králi Zikmundovi i prchajícím vojskům. Povel k útoku vydal Žižka o den později. Za oboustranně silné dělostřelby se husité pokusili zdolat opevnění, avšak obráncům se je podařilo odrážet až do podvečerních hodin. O den později, tedy 10. ledna, zahájil Žižkův štáb s veliteli města vyjednávání o kapitulaci. V tu chvíli bylo patrně mezi oběma stranami vyhlášeno příměří, které však část husitů nerespektovala a bez vědomí slepého hejtmana vnikla do města. Během několika dalších hodin prý bylo touto skupinou zabito na 1500 přítomných vojáků i místních obyvatel. Těmto zvěrstvům nejspíš nahrál fakt, že se zde narodil (a podle některých husitů skrýval) Husův odpůrce Michal de Causis, který Husa na kostnickém koncilu obvinil z bludařství. Historik František Šmahel k události poznamenal, že útok na pobořené hradby Německého Brodu byl porušením válečné konvence, a stal se proti vůli Jana Žižky, jenž podle jednoho ze svých listů v tomto činu ještě po roce spatřoval úhonu na vlastní cti. Staré letopisy české dále zmiňují, že následující den „v neděli před oktávem Zjevení Páně (11. ledna) se bratr Jan Žižka stal rytířem.“
O tom, jakým způsobem se Žižka zapojil do revolučního dění krátce po dobytí Německého Brodu, prameny opět mlčí. Následující zmínka o jeho aktivitách se datuje nejspíš do poloviny dubna, kdy sváděl boje s plzeňským landfrýdem. V té době dorazil na Moravu litevský kníže Zikmund Korybutovič, o kterého Čechové velmi usilovali, aby vládl české zemi proti Zikmundovi, králi uherskému...
| „                             | A z Moravy psal listy vojsku proti Žižkovi, aby neničil a neplenil zemi. A Žižka mu na ty jeho listy odpověděl sám od sebe velmi tvrdě a psal to, co si myslel; nazýval ho vražedným knížetem a prokletým paličem, až se tomu kníže podivil. Protože však kníže věděl, že Žižka je vítězný a nepřemožitelný v bojích a válečné štěstí je na jeho straně, musel to snést. Když se spolu potom seznámili, spřátelili se; kníže říkal Žižkovi „otče“ a Žižka knížeti „pane synu“. | “ |
| — Ze starých letopisů českých | |   |

Zikmund Korybutovič zanedlouho dorazil do Čech, kde přijal titul zemského správce. 11. června Žižka a táborští písemně potvrdili pražanům, že litevského knížete v úřadu správce akceptují. Budoucnost však ukázala, že jejich slib pomoci a poslušenství nebyl přímo dodržen, neboť za dosud ne zcela jasných okolností došlo k roztržce mezi Prahou a Táborem (tedy Zikmundem Korybutem a Žižkou), v jejíž první fázi se oddíl Táboritů pod velením Jana Hvězdy z Vícemilic (známého pod přezdívkou Bzdinka) a Bohuslava ze Švamberka pokusil zmocnit české metropole (30. září). Z historických análů není zcela zřejmé, zda s tichým souhlasem, či proti vůli Jana Žižky. Toho léta a podzimu slepý táborský hejtman pokračoval v bojích na jihu Čech a osobně řídil obléhání Bechyně a Strakonic a řady dalších opevněných sídel, převážně na panství Oldřicha z Rožmberka.

### Rok 1423
| „                                   | Milost Ducha svatého račiž přebývati s vámi i s námi a osvítiti srdce i rozumy naše k vůli Synu všemohoucímu. Bratřie v Pánu Bohu nejmilejšie! Dávám vám věděti, že jsem nyní na Vilémově, a žádám vás některého, abyšte ke mně přijeli jeden z vás, abychom spolu rozmluvili o poctivé a líbezné našeho pána Boha všemohoucího. A takéť vám věděti dávám, žeť jsem s Táborskými zóstal za jeden člověk, a poddali sú sě dobrovolně mne poslušni býti jakožto kdy; i kázalť sem pole sbírati a počeliť jsou. I také posielám do vašich měst, ať by všickni věrní byli nynie s veliký noci v středu neb konečně ve čtvrtek u Brodu Německého, abychom se pokáli tu, kdež sme zhřešili, a tu zóstali podle rady Božie za jeden člověk, a podle jeho zákona svatého a rady chudých i bohatých, v pravdách otce našeho pána všemohúcieho, proti nevěrným pokrytcům domácím i cizozemciem. Také věděti vám dávám, žeť jest kníže vyjelo pryč z země. A příměřie aby se panem Čeňkem nečinili, leč byšte měli i s jinými súsedy okolo sebe. A o ty věci bohdá rozmluvíme. Datum in Vilémov feria sexta post annunciacionen Marie virginis gloriose. Jan Žižka z Kalichu Slovutným, statečným bratřím v naději božie Bartošěvi, Bernardovi z menšieho Tábora na Valečově buď dán. | “ |
| — List Jana Žižky z 26. března 1423 | |   |

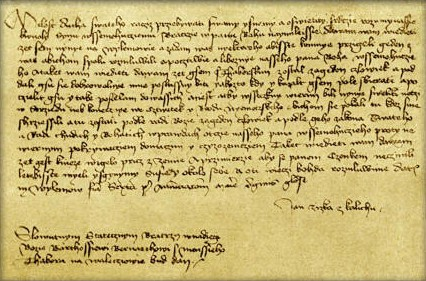

Další dokumenty týkající se Jana Žižky z Kalicha jsou dva listy odeslané z kláštera ve Vilémově, datované k 26. březnu a 1. dubnu 1423. Slepý vojevůdce v nich vyzývá své straníky z orebského svazu k poradě, naplánované na 7. či 8. dubna do Německého Brodu. Z dopisů je patrné, že se pokoušel dokonaleji zorganizovat husitskou vojenskou moc pro boj s domácím i zahraničním nepřítelem.
| „                                    | … I napomínať ještě všecky pro boží umučení a pro osvobození jeho svatých pravd k prospěchu věrným v svaté církvi, a zlým a nevěrným kacířům k zkažení, s pomocí boží abychom se sešli i sjeli nyní mezi hody v středu s veliké noci do Brodu, totiž Německého, kdež jsme zhřešili, abychme na témže místě pokání učinili, svých hříchův nesmírného, jenž jest nám ráčil dáti nestatečným náš nejdobrotivější otec, kterémuž jest chvála na věky věkuov amen. Dále abychom se ustanovili tudyž na témž místě s radou pána Boha a jeho svatým zákonem i s jeho se všemi věrnými, radou chudých i bohatých, a zuostali za jeden člověk proti všem pokrytcům domácím i cizozemcům. A vždy s pomocí trojice svaté, jednoho pána vysvoboditele všech v něho ufajících. Dána na Vilémově leta narození božího 1423 (sic) u velký čtvrtek. | “ |
| — Žižkův list z 1. dubna 1423 (část) | |   |

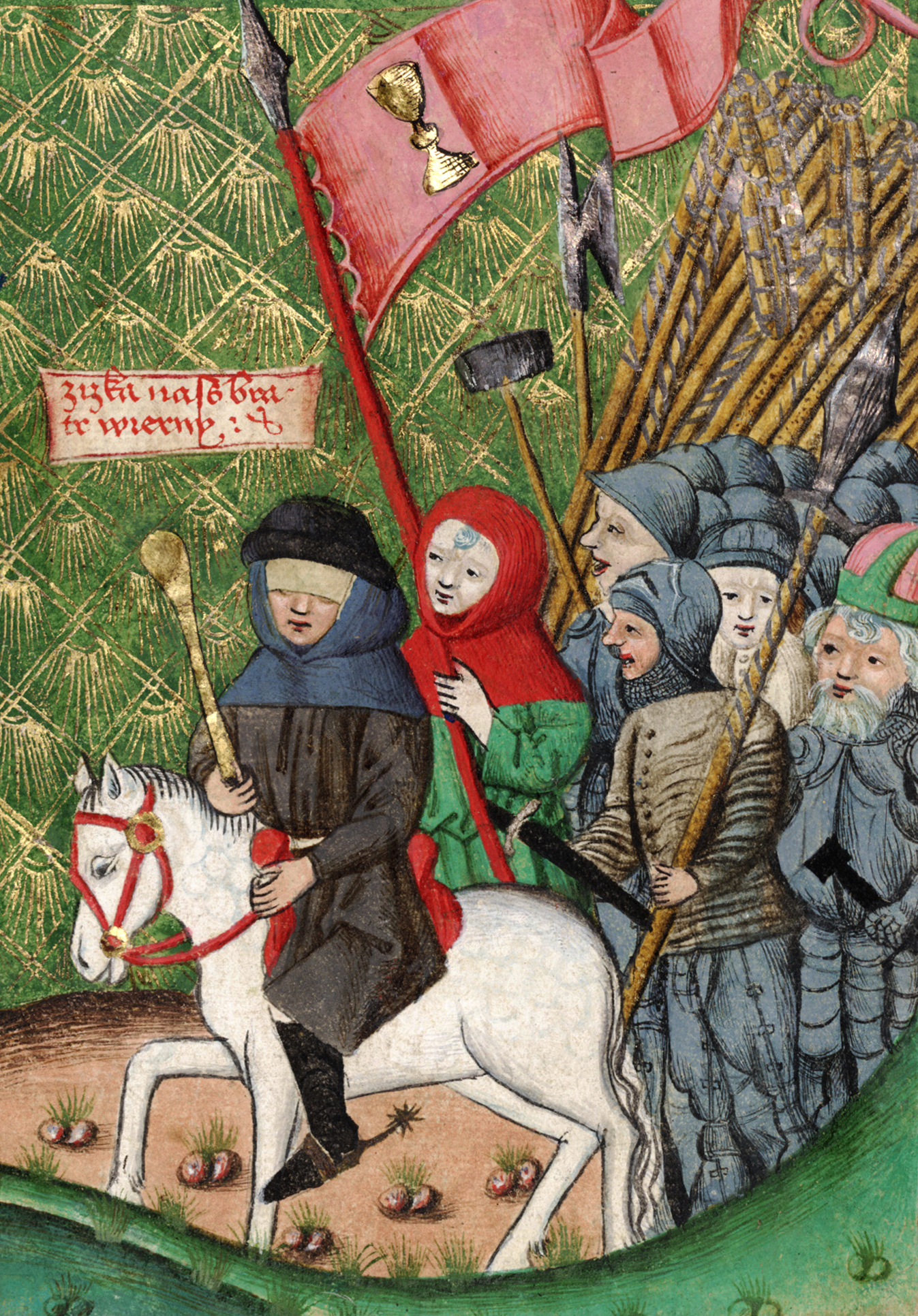
Žižka v čele husitského vojska (iluminace z Jenského kodexu)

Čtrnáct dní po sněmu Žižka spolu s orebity pokračoval ve válce se spojenci krále Zikmunda, zejména na Bydžovsku s Čeňkem z Vartenberka, kterého spolu s jeho leníky a spojenci porazil 20. nebo 23. dubna v bitvě u Hořic. Počátkem června se po dvou letech objevil na svém hradě Kalichu a brzy na to oblehl hrad Pannu, jenž tvořil Kalichu jeho katolickou protiváhu (4. června). 26. června sjednali táborité a pražané mír u Konopiště, tohoto jednání se však Jan Žižka neúčastnil. Bez ohledu na výsledek Konopišťské smlouvy koncem měsíce zamířil k Hradci Králové, který zůstával od návštěvy Zikmunda Korybutoviče ve sféře vlivu pražanů. Pravděpodobně v druhé polovině července došlo k dohodě mezi Žižkou a stranou radikálního kněze Ambrože, jenž mu umožnil město obsadit. Zanedlouho táborští a orebité zasadili pražanům další ránu, když opanovali i Jaroměř a Dvůr Králové. Toto počínání nezbytně vedlo k ozbrojenému konfliktu. Pražské vojsko, které se v té době nacházelo na Moravě, se ihned vrátilo do Čech a 4. srpna se obě husitské armády utkaly v bitvě u Strauchova dvora. Slovy kronikáře šla archa proti arše a Žižka při střetnutí dosáhl drtivého vítězství. V průběhu boje prý palcátem zabil kněze, který na pražské straně nesl svátost oltářní. Informace by mohla naznačovat, že hejtmanovi po zranění u hradu Rabí zůstal alespoň nepatrný zbytek zraku, tedy takzvané slepecké vidění, které mu umožňovalo vnímat obrysy okolí do několika metrů.
Brzy po bitvě Žižka ovládl Čáslav, kde byl patrně připraven stejný převrat jako v Hradci Králové. V následujících dnech pak pronikl ke Kutné Hoře (13. srpen), kde dosadil losem vybranou radu a vrátil se zpět k Čáslavi, kterou záhy oblehli znovu zformovaní pražané. Jejich akce však nebyla úspěšná a po několikadenních šarvátkách ustoupili ke Kutné Hoře. Město zanedlouho nato ovládli, avšak tato ztráta nebyla pro východočeské husity nijak výrazná. O dalším dění v Čechách soudobé prameny mlčí, nicméně právě do tohoto období je kladeno přijetí řádu a manifestu nového bratrstva Žižkova, dnes známého pod názvem Žižkův vojenský řád. Znova o slepém hejtmanovi hovoří několik pozdějších textů Starých letopisů českých teprve v souvislosti s výpravou na Moravu, kterou uskutečnil nejspíš v polovině měsíce září. Z lakonických textů se lze dozvědět, že husité oblehli Jihlavu a odrazili výpad Jihlavanů a Žižka je bil a pronásledoval až k příkopu města a dále že 19. září oblehl Telč. Staré letopisy posléze velmi podrobně popisují Žižkovo tažení do Uher, tedy na území dnešního Slovenska, avšak přední odborníci v oblasti husitských dějin kladou vznik tohoto záznamu do období po roce 1525 a shodují se, že událost je buď vybájená, nebo zpravodaj popisuje tažení Sirotků z roku 1431. O činnosti slepého vojevůdce a jeho bratrstva v poslední čtvrtině roku opět chybí jakékoliv záznamy. Do dnešních dnů se dochoval pouze dopis, jímž mu Hradečtí dávají výstrahu před úkladným vrahem:
| „                                      | Pán buoh všemohúci rač býti s tebú, se všemi bratřími věrnými i s námi hříšnými svú svatú milostí i pomocí. Bratře Žižko i bratří naši nejmilejší! Věz, žeť jsme jednoho Opočenských strany jali, vězně dosti znamenitého, kterýž jesti nás za jisté zpravil, že již jeden jest s tebú u vojiště, kterýž tě má zamordovati; a za to má ještě třiceti kop vzíti, a již deset kop hotových vzal. Pak toho jistého mordéře zná Pavel s černů hlavú kadeřavů, toho listu ukazatel. A protoť sme my jeho k tobě vypravili, kterýž tě má všeho úplnlně zpraviti, kdož to jednají a kterak to má jednáno býti a kto to má učiniti, toho tobě ukázati. Kterémužto Pavlovi prosíme, aby jemu věřil, což s tebú od nás o té věci mluviti bude. Pán všemohúcí rač tě zachovati k své chvále a k prospěchu věrným obcem. Dán v Hradci nad Labem, v pondělí v třetí hodinu v noci před sv. Kateřinú, rukú tvého kněze Ambrože. | “ |
| — Ambrož z Hradce (22. listopadu 1423) | |   |

### Rok 1424

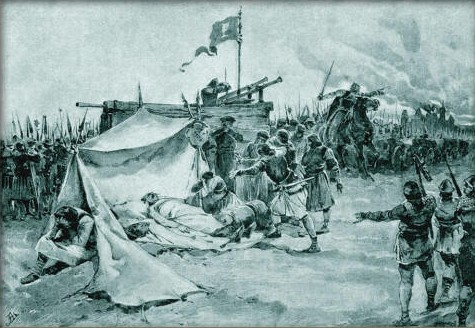
Adolf Liebscher: Žižkova smrt u Přibyslavi

Kroniky Žižkovo jméno opět zmiňují krátce po Novém roce 1424. Podle těchto záznamů vyrazil spolu s Hradeckými proti nejbližším katolickým pánům a nedaleko Jaroměře je porazil v bitvě u Skalice (6. ledna). Následně se 5. března pokusil podrobit si Hostinné, avšak jeho útok na hradby se nezdařil, od dalších operací proti městu proto upustil. O několik dní později Žižka dobyl tvrz Mlázovice, kde zabil Jana Černína, jenž v bitvě u Týnce údajně vlastní rukou usmrtil Matěje Lupáka, blízkého spolupracovníka kněze Ambrože. Následně přitáhl ke Smidarům, dobyl je a vypálil. Na konci měsíce května proti Žižkovi vytáhla vojska svatohavelské koalice, jež vznikla usmířením katolického a kališnického panstva na podzim předchozího roku. Slepý hejtman se opevnil v Kostelci, kde byl obklíčen ze tří stran a ústupovou cestu mu blokovalo Labe. Obležení trvalo snad několik dní, než jej ze svízelného postavení přes řeku vyprostil Hynek Boček z Poděbrad. Pražané a jejich spojenci však v pronásledování pokračovali a 7. června Žižkovo vojsko dostihli u Malešova poblíž Kutné Hory. Bitvu u Malešova, která se strhla v dalších hodinách, však slepý vojevůdce proměnil ve svůj vojenský triumf, přičemž ještě téhož dne vpadl do Kutné Hory a údajně ji zcela vypálil.
Podle Kroniky starého pražského kolegiáta se prý v následujících dnech Žižkovi bez boje vzdala i další města pražského svazu – Kouřim, Český Brod a Nymburk. Po vítězství u Malešova se Žižka s vojskem přesunul na severovýchod Čech, kde vypálil mnoho vsí a městeček a v turnovském klášteře upálil mnichy. Patrně se úmyslně vyhýbal útokům na větší opevněná místa, neboť shromažďoval své straníky k tažení na Prahu. Před hradby metropole, kde se právě nacházel i litevský kníže Korybutovič, přitáhl spolu s husity z Žatce, Loun, Klatov a jiných měst v první polovině měsíce září. Svůj tábor rozložili u Libně, avšak ani o této vrcholné fázi Žižkova válečného a politického úsilí na domácí frontě se podrobnější zprávy nedochovaly. Pouze jediný ze starých letopisců zaznamenal, že ve středu v den sv. Kříže (14. září) došlo k usmíření mezi knížetem Zikmundem a pražany na jedné straně a Žižkou na straně druhé. Žižka měl při této příležitosti prohlásit: „Ten mír bude trvat tak dlouho jako smír uzavřený na Konopišti“. Na paměť smlouvy pak obě strany u sv. Ambrože na Novém Městě navršily hromadu kamení. Starý kolegiát zmiňuje, že ke smíru došlo na vysoký základ 14 000 kop „drobných“ grošů a že na paměť toho snesli velkou hromadu kamení na poli špitálském. Jediný Enea Silvio Piccolomini poskytuje informaci, že před samým započetím boje vyjel se souhlasem měšťanů z Prahy kněz Jan Rokycana a odebrav se do tábora, naklonil Žižku městu. Této větě však předchází poměrně obsáhlý odstavec, kde italský humanista líčí: „Byli mnozí i ve městě i v jeho vojsku, kteří zatracovali tuto roztržku, a jedni kladli to za vinu Žižkovi, jiní pražanům. Také vojsko se bouřilo v táboře, říkajíc, že se nesluší obléhati to město, jež jest hlavou království a s nimi ve víře souhlasí, že brzy upadne moc česká, jestliže nepřátelé poznají jejich rozdvojení.“ Sotva se slepý hejtman dozvěděl, o čem se v jeho vojsku otevřeně hovoří, učinil prý veřejné prohlášení a naprosto změnil smýšlení svého lidu.
| „                                | Nehoršete se na mě, bratři, a neobviňujte člověka, který vám zjednal blahobyt. Nejsou dávná ona vítězství, jichž jste dosáhli za mého vůdcovství, nikdy jsem vás nevedl na takové místo, odkudž byste se nevrátili jako vítězi. Vy jste se stali slavnými a bohatými, já kvůli vám jsem pozbyl zraku a již v temnotách žiji, nic mi nezbylo z tolika šťastně vedených válek, než prázdné jméno. ... Nepronásleduji Pražany kvůli sobě, oni žízní po vaší, ne po mé krvi. Málo by jim prospělo zahubit mne, již starce a na obě oči slepého; vaší moci se obávají a vaší mysli odvážné v nebezpečí. ... Abyste mne však více neobviňovali, ponechávám vám úplnou možnosti rozhodnutí. Jestliže se vám líbí učiniti s Pražany mír, neodmítám, jen když tu nebude úkladů. Jestliže se rozhodnete pro válku, jsem ihned při tom. Na kteroukoliv stranu se přikloníte, bude Žižka pomocníkem vašeho záměru. | “ |
| — Enea Silvio Piccolomini (část) | |   |

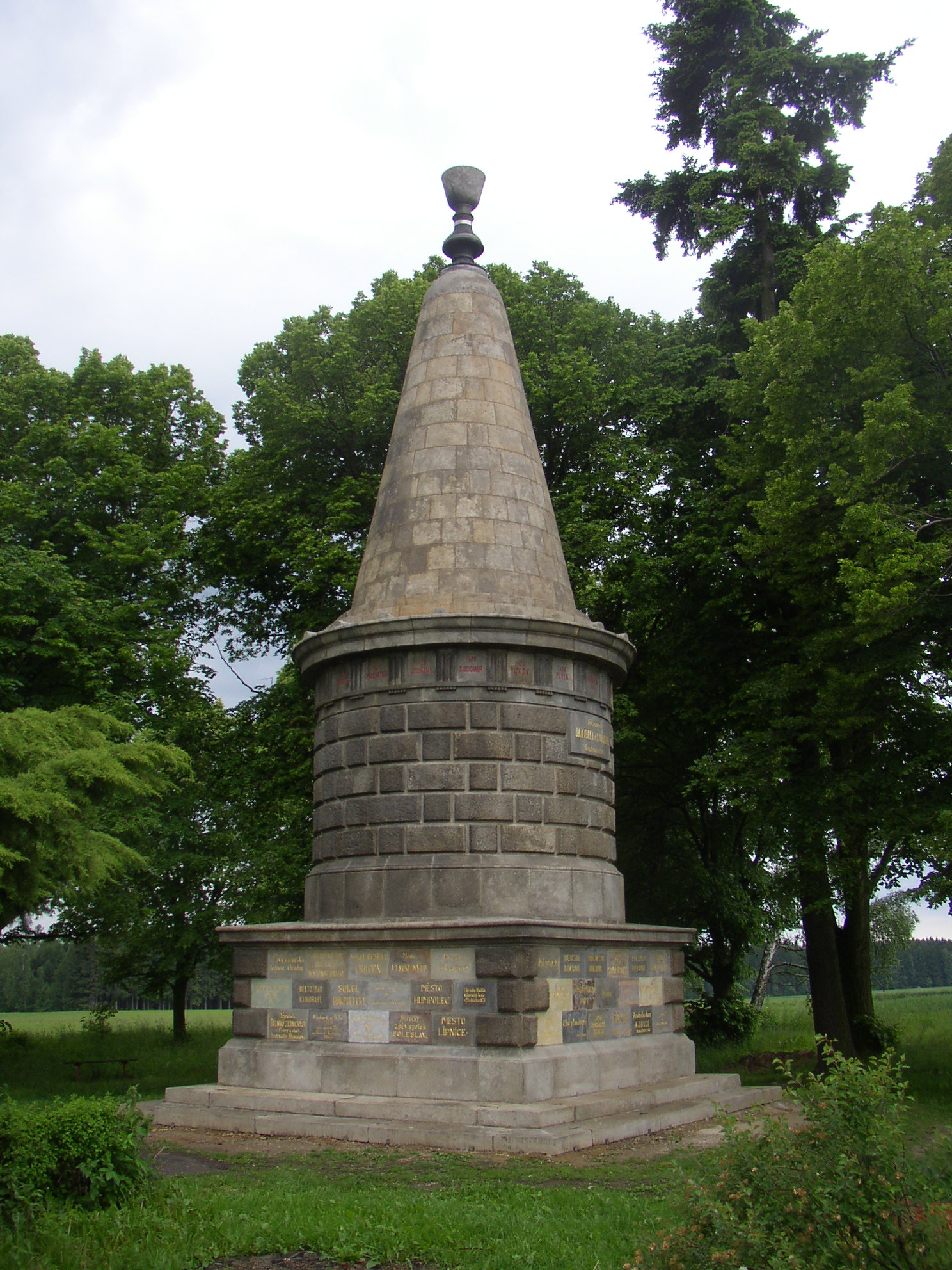
Žižkova mohyla u silnice ze Žižkova Pole do Přibyslavi označuje místo, kde podle tradice slepý vojevůdce zemřel. Stavba podle návrhu Antonína Wiehla byla odhalena roku 1874

Smír mezi oběma tábory, sjednaný s pomocí Jana Rokycany, husity opět stmelil do jedné unie. Během několika dní pak dospěli k vzájemné dohodě o společné výpravě na Moravu, kde operovala vojska vévody Albrechta, zetě krále Zikmunda.

### Smrt
Husitské vojsko vyrazilo na moravskou výpravu 23. září 1424 a jednotlivé odřady patrně postupovaly odděleně, neboť Žižka se v průběhu tažení rozhodl pro samostatnou akci, jíž bylo obležení hradu u Přibyslavi. Zde 11. října podlehl následkům nedostatečně léčeného „hlíznatého“ onemocnění.
| „                      | Tady se bratr Jan Žižka smrtelně roznemohl od hlízy a učinil odkaz svým věrným bratřím Čechům, panu Viktorinovi z Kunštátu, panu Janu Bzdinkovi a Kunešovi z Bělovic, aby se báli Pána Boha, neustále a věrně bránili pravdu boží a spoléhali na odplatu věčnou. Pak se bratr Žižka poručil milému Pánu Bohu a skonal ve středu před sv. Havlem. A jeho lid přijal jméno Sirotci, jako by jim zemřel otec. Dobyli hrad Přibyslav a upálili na šedesát těch, kteří se na něm bránili; hrad také vypálili a rozbořili. Potom kněz Prokůpek a kněz Ambrož provázeli mrtvého bratra Žižku až do Hradce Králové a tam ho pohřbili v kostele sv. Ducha u hlavního oltáře. A potom byl přenesen do Čáslavi a tam pohřben v kostele. | “ |
| — Staré letopisy české | |   |

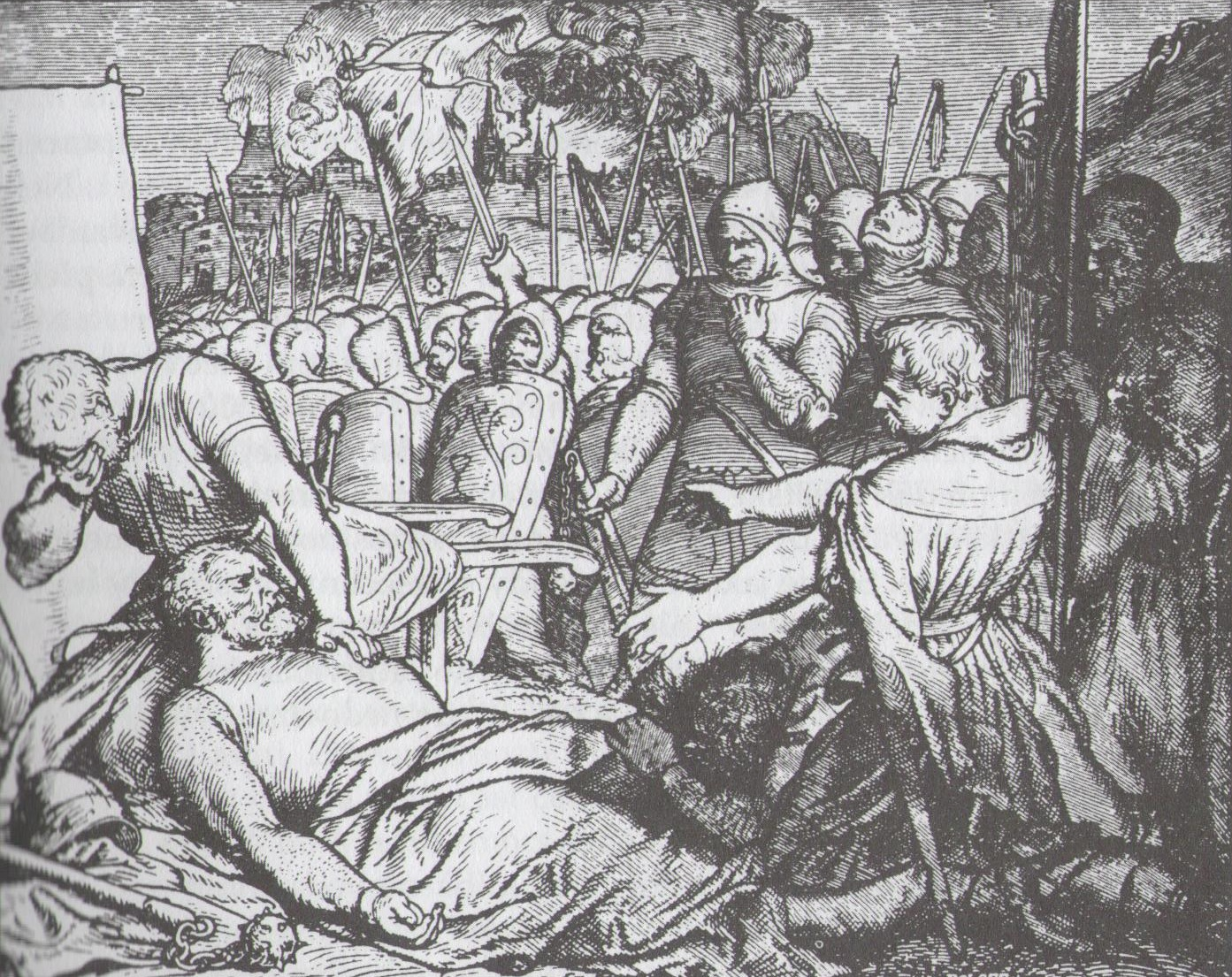
Josef Mánes: Žižkova smrt

Převážná většina historických záznamů hovoří o tom, že slepý vojevůdce zemřel na následky hlízy. Tradičně byl tento symptom spojován s formou moru, při němž se hlízy tvoří zejména v tříslech a podpaží (z lékařského hlediska jde o zduření uzlin, které vzniká při jakémkoliv zánětlivém procesu). Avšak tuto spojitost vyvrací hned několik faktů. Mor byla nemoc s vysokou nakažlivostí a kronikáři příchod epidemie tradičně zaznamenávali. Z roku 1424 neexistuje jediný záznam, jenž by dosvědčoval, že se v té době morová nákaza v Čechách vyskytovala; Staré letopisy ji dokládají až v roce nastávajícím. Písemné prameny dále hovoří o tom, že u lože umírajícího se nacházeli Žižkovi spojenci, spolu s významnými osobnostmi té doby, a z epidemiologického hlediska není prakticky možné, aby se takové onemocnění uprostřed celého vojska týkalo pouze jediné osoby, nehledě na skutečnost, že žádný z přítomných u Žižkova skonu později neonemocněl. Další alternativou vojevůdcova úmrtí byla otrava. Hovořilo se především o arseniku, avšak za předpokladu, že při polním tažení všichni jedli totéž, není pravděpodobné, že by se otrava týkala opět pouze jediného člověka. Na základě této teorie byl zjišťován obsah arsenu i v kostní tkáni čáslavské kalvy. Stanovení látky bylo prováděno metodou atomové absorpční fotometrie s generováním hydridů a výsledek vyšetření u tohoto kosterního pozůstatku otravu arsenem vyloučil. Dnes se odborníci z oboru medicíny převážně ztotožňují s výkladem profesora Josefa Thomayera, který označení „hlíza“ chápal jako nežit. Pokud se v určité oblasti vytvoří více ložisek, může vzniknout nežit až velikosti pěsti, který se nazývá karbunkl. Léčení takového zánětlivého procesu vyžaduje chirurgické ošetření a podání antibiotik. Profesor Thomayer svou úvahu uzavřel tím, že Jan Žižka s jistou pravděpodobností zemřel na celkovou sepsi (tedy na otravu krve) po nezvládnutelném karbunklu.

## Příbuzenstvo
Historicky nejjistěji doložení příbuzní jsou sourozenci Jaroslav a Anežka, a manželka Kateřina, jejíž věno v Čeřejově Žižka prodal v roce 1384. Nicméně podle nekrologia krumlovského konventu minoritů je pravděpodobné, že Žižkovi rodiče se jmenovali Řehoř a Johana a že v době pořízení zápisu byl dvojnásobným vdovcem, přičemž obě jeho ženy se jmenovaly Kateřina. Řehoř je poměrně málo obvyklé jméno v dané době, v dobovém kontextu by se dalo očekávat u mladšího syna zamýšleného k církevní službě. Jaroslav svého bratra doprovázel během husitských válek a později měl být popraven v Českých Budějovicích. Anežka vlastnila dům v Panské ulici na Novém Městě Pražském, o který přišla v listopadu 1434. Stejný dům 8. prosince 1429 darovali konšelé paní Anně, tetě kdysi statečného Jana Žižky (domina Anna amita quondanm strenui Johannis Zyzcae). Výraz amita v latině doslova znamená otcova sestra, ale ve středověku se tento pojem používal volněji, třeba i ve smyslu sestřenice. Podle Starých letopisů českých měl Jan Žižka mít minimálně jednoho potomka, dceru provdanou za Jindřicha či Ondřeje z Dubé, který měl zahynul v bitvě u Malešova.
Dalším Žižkovým příbuzným, pravděpodobně strýcem, mohl být Mikeš z Trocnova, který vlastnil větší z trocnovských dvorců a když v roce 1381 zemřel, přihlásil se o tento majetek Ješek z Trocnova (pravděpodobně Jan Žižka). Nicméně dvorec nakonec získal jistý Pešek z Trocnova s poukazem na skutečnost, že s Mikšem žil v nedílu (tzn. byl spoluvlastníkem nemovitosti). Další zmínka o Žižkově strýcích je ve výpovědi Matěje vůdce, podle které Žižka s Karlíkem Míšněnínem a „jejich dvěma strýci“ (jména nejsou uvedena) měli unést soukeníka. Kromě bratra Jaroslava tedy Žižka loupil i s dalšími svými příbuznými, jejich totožnost však není možné určit. Mohlo by se jednat o Jindřicha z Doudleb, který se spolu s Žižkou vyskytuje v několika zápisech z popravčích knih. Podle jiné hypotézy by Jindřicha z Doudleb ve skutečnosti mohl být Žižkovým zetěm, u které letopise popletl málo známé jihočeské zemany z Doudleby s početným a rozvětvenými rody pánů z Dubé. Jiří Jurok zase navrhl jako možné Žižkovi strýce Racka a Jana z Hlavatce.

## Osobnost

### Vývoj hodnocení

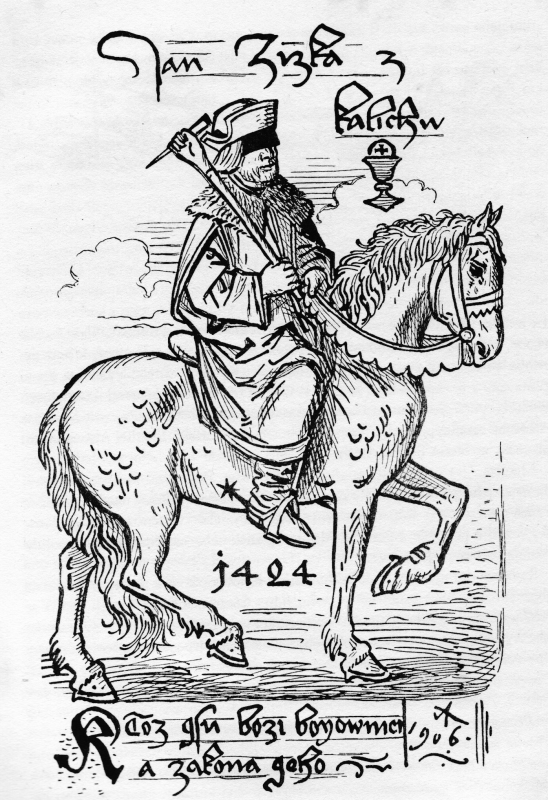
Mikoláš Aleš: Žižkova podobizna vycházející z ilustrace Kroniky české od Enea Silvia Piccolominiho vydané v roce 1510

Stejně jako řada dalších osobností, o jejichž životě se nedochovaly podrobné informace, stal se i Jan Žižka do určité míry kontroverzní historickou postavou. Pozdní kališnická tradice jej vnímala jako Božího rytíře, jemuž sám Kristus za jeho zásluhy svěřil klíče od nebeských bran, pro katolickou stranu byl ztělesněním pekelných sil, heretikem, jehož slepota byla výrazem duchovní zaslepenosti. Je paradoxní, že značnou úlohu v přetrvání jeho odkazu sehrála i několikrát výše citovaná Historie česká od katolického humanisty Enea Silvia Piccolominiho. Toto dílo, zaštítěné papežskou autoritou, se dočkalo v Čechách nejen opakovaných vydání v originále, ale v 16. století také v českém překladu. Mělo tak velmi významný vliv pro zachování Žižky v povědomí národa, neboť Husitská kronika Vavřince z Březové a Kronika velmi pěkná o Janu Žižkovi byly z politických důvodů šířeny jen méně účinnou formou opisů. V českých zemích byl, snad i z těchto důvodů, slepý vojevůdce vnímán spíš negativně; své sehrál i přetrvávající odpor ke krutostem Táborů, který převyšoval sympatie k Žižkovým vítězstvím. Přesto památka na trocnovského rodáka v době předbělohorské a pobělohorské přetrvala v místní tradici i pověstech. Místa poblíž trasy pochodu jeho vojsk často dostávala jména podle toho, kde obědval (Žižkovy stoly), kde tábořil (Žižkovy hory), popřípadě kde stávaly význačné stromy, pod nimiž prý odpočíval nebo je zasadil (Žižkovy duby, Žižkovy lípy atd.). Jako lidový hrdina dokonce dostal čestné místo po boku sv. Václava, vyčkávajícího v hoře Blaník. První zmínky v historických dílech se od doby Silviovy práce dočkal s delším časovým odstupem. Kromě autorů Starých letopisů českých lze mezi významnějšími jmenovat Václava Hájka z Libočan (Kronika česká, 1541), Jana Dubravia (1552), Zachariáše Theobalda (Husitenkrieg 1621), Mikuláše Dačického (Paměti 1628), Pavla Stránského (1634), Jana Kořínka (Paměti kutnohorské 1675) nebo Františka Beckovského (1700). Autoři svým čtenářům Žižkův obraz zpravidla líčili podle momentální politické situace nebo ve světle vlastní víry. S postupem času začal být slepý vojevůdce spojován s radikální českou reformací a povýšen na lidového hrdinu. V roce 1539 jej ve své Kronice o založení země české a prvních obyvatelích jejích Martin Kuthen zařadil, spolu s Janem Husem, mezi obrazy českých knížat a králů.

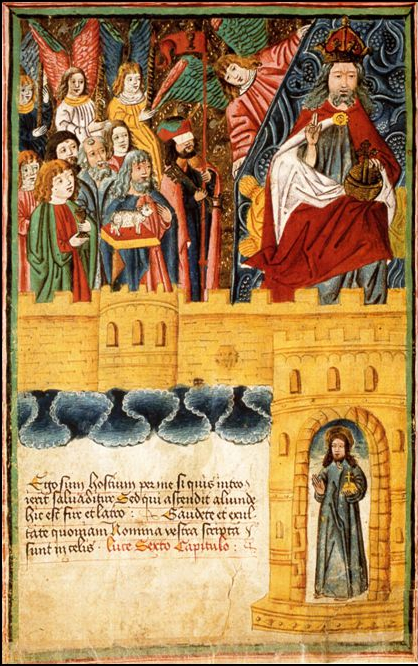
Jenský kodex: vyobrazení Jana Žižky jako vrátného u nebeské brány

První moderní práce o Janu Žižkovi pochází z poloviny 19. století, kdy vyšly Dějiny národu českého od Františka Palackého, který slepého vojevůdce sice obdivoval pro jeho válečného génia, ale odmítal jeho fanatismus a válečné zločiny. Jeho smrt pak v širším měřítku považoval za vítanou a prospěšnou. V roce 1879 vyšla kniha Jan Žižka od V. V. Tomka, konzervativního ideového odpůrce Palackého. Jeho Žižka byl nadšeným vlastencem, který sice v náboženském zápalu neúprosně potíral katolické duchovenstvo, avšak byl obráncem české země proti cizozemcům, toužil zavést v zemi pevný řád a obnovit královskou moc, byl jen náhodným pomocníkem při událostech z 30. července 1419, podílel se na pádu Želivského atd. Tomkův obraz byl nadšeně přijat většinou české společnosti a přetrval v povědomí Čechů po několik desetiletí a stal se vzorem pro prozaická díla závěru 19. a následujícího 20. století. Nechal se jím inspirovat i Alois Jirásek při psaní románu Proti všem a trilogie Mezi proudy, podle jejichž motivů byla natočena husitská revoluční trilogie režiséra Otakara Vávry. Tomkova pojetí se přidrželi i další přední historici husitské epochy (Václav Novotný, Rudolf Urbánek a F. M. Bartoš) a z pochopitelných důvodů i „marxistická historiografie“. Ta se zcela zjevným ideologickým záměrem učinila z Žižky nezištného vůdce lidové armády a symbol odporu proti feudalismu, katolické církvi a kontrarevoluci, přítele lidu a bojovníka za lidskou důstojnost. S názorem blízkým Palackému vystoupil v letech 1927–1933 dílem Žižka a jeho doba historik Josef Pekař, který považoval Tomkovo pojetí Žižkovy osobnosti a jeho významu za mylné, i když nevylučoval, že byl člověkem dobrého srdce. Dodnes se čeští historikové názorově přiklání buď k Palackému a Pekařovi (František Šmahel, Amedeo Molnár) nebo k Tomkovi (Jiří Kejř) a symbolizují tak názorovou nejednotnost odborníků, zapříčiněnou nedostatkem písemných pramenů. Ze současných historiků pak například profesor Petr Čornej na základě nejnovějších výzkumů v pátém svazku Velkých dějin zemí Koruny české konstatoval: „V Žižkovi ztrácela husitská revoluce vynikajícího vojevůdce a vnitřně čestného člověka, jehož zaujetí pro čtyři artikuly pražské a vítězství božího zákona bylo natolik upřímné a důsledné, že vlastně vylučovalo kompromis. I když byl Jan Žižka skvělým a uznávaným velitelem, jehož věhlas přerostl v legendu, jako politik budil často rozpaky i na husitské straně. Bez jeho postoje by však revoluce zdaleka nedosáhla svých úspěchů“.
| „                  | Žižka vstoupil do revoluce jako zanícený vyznavač kalicha a horlivý stoupenec nápravy světské církve i křesťanského života. Zcela v duchu nekompromisního pojetí zákonnosti evangelia, jež vyznačovalo celou českou reformní školu, neuznával koexistenci různých „pravd“ a různých přístupů k poučením Písma. Pravda byla jen jedna, ta pocházela přímo od Boha a tu také Žižka jako jedinou uznával. Jeho přímočará, nemeditativní povaha žádala si víry opřené o jasné a srozumitelné formule. Čtyři pražské artikule ve znění, které uznával, poskytly mu je v plné míře. Této summy se přidržel jako nedotknutelného osobního kréda, tuto summu nelítostně požadoval od druhých. | “ |
| — František Šmahel | |   |

### Charakteristika

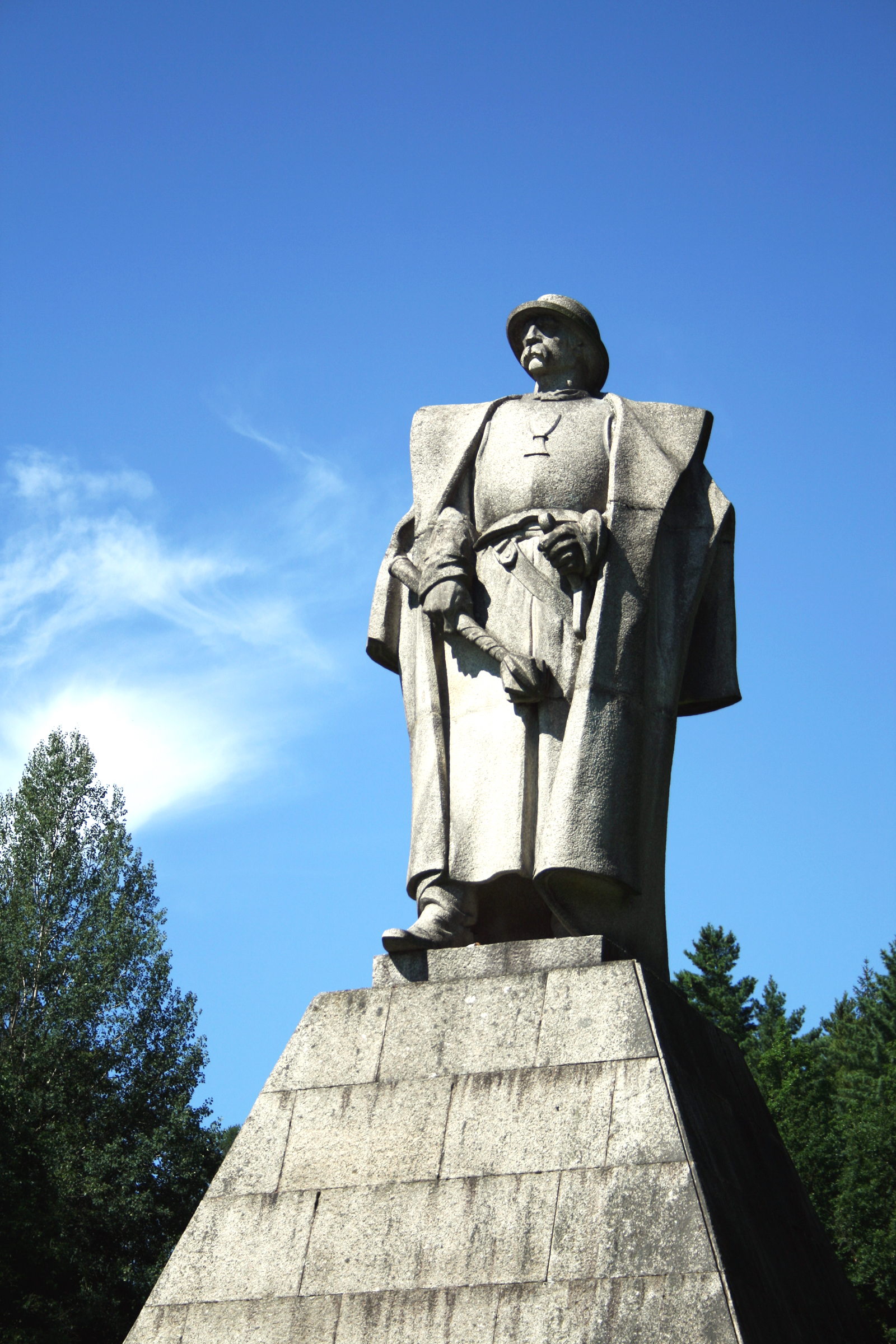
Josef Malejovský: Žižkova socha poblíž Trocnova

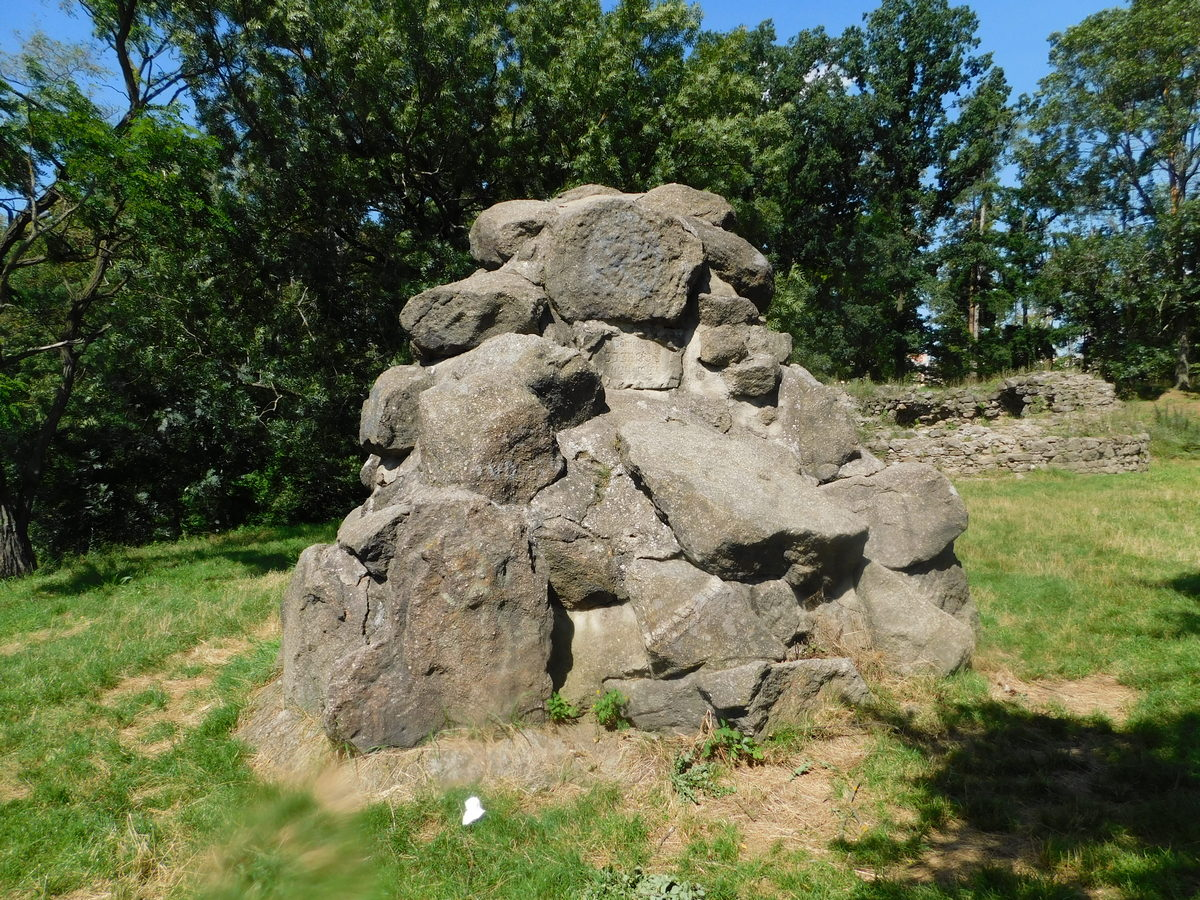
Žižkova mohyla v Třebíči na Hrádku z roku 1924

Ačkoliv komplexní struktura povahových rysů Jana Žižky zůstává pro historiky předmětem odborných sporů a spekulací, lze se z narativních pramenů dozvědět alespoň o některých jeho charakterových atributech. Mistr artistické fakulty pražské university Vavřinec z Březové, který znal husitského hejtmana osobně, v Husitské kronice zaznamenal, že byl „nad obyčej smělý, statečný a udatný“ (supra modum audax et strenuus), potažmo „nad obyčej smělý a udatný“, což vypovídá o skutečnosti, že v Žižkovi spatřoval přímočarého bojovníka, který se nezastaví před ničím. Podle použitého adjektivu strenuus lze dále uvažovat o tom, že autor Husitské kroniky trocnovského rodáka považoval nejen za chrabrého, ale také za čestného a poctivého, neboť ve středověkém chápání všechny tyto přívlastky zahrnovaly pojem statečný člověk (rytíř). Podle Vavřince z Březové byl tedy Žižka čestným, vnitřně poctivým, odvážným, statečným, hluboce věřícím a poněkud přímočarým člověkem. O tom, jak byl Žižka vnímán ve své době, zanechali svědectví i další literáti, jak z křídla katolického, tak z řad kališníků. Opat augustiniánského kláštera Ludolf Zaháňský poznamenal, že Žižka věřil, že sám jediný má víru pravou a neporušenou, ostatní pak všichni, že jsou syny nevěry. Jan z Příbramě, kritik válečné politiky táborů, pokračoval v podobném duchu, když zapsal, že slepý hejtman nenáviděl některé táborské kněží, zvláště Korandu, jelikož mu dával za vinu pikarty a kacíře. František Palacký, jeden z prvních historiků, zabývajících se Žižkovým charakterem, poznamenal, že slepý vojevůdce byl fanatik pro pobožnost. S touto hypotézou se ztotožnil i historik Josef Pekař, který slovo fanatik nahradil termínem bojovník boží. Žižkovo dílo zkázy podle něj legitimizoval příklad Hospodina, který byl nelítostným starozákonním trestatelem. Oba významní čeští historici se však rozcházeli v otázce, zda byl Žižka demokrat, který potíral rozdíly stavů a nenáviděl feudální panstvo, tedy, že bojoval za rovnost všech lidí. Prameny sice mnohdy dokládají, že sedláci a prostý lid Žižku rádi následovali, avšak zároveň potvrzují, že se žádným očividným způsobem nesnažil rozbít dosavadní feudální zřízení. Naopak, v roce 1420 připojil svou pečeť k žádosti pražanů, kteří nabízeli český trůn polskému panovníkovi Vladislavovi, či později litevskému velkoknížeti Vitoldovi. Ve vojenském řádu oslovuje osoby všech stavů, knížata, rytíře, panoše, měšťany, řemeslníky i sedláky, a na stavovském základě bylo postaveno i jeho vojsko, které se skládalo z obce panské, rytířské, měšťanské a patrně i selské. Základem jeho programu pravděpodobně nebyl boj proti pánům jako takovým, ale proti nepřátelům, bez rozdílu příslušnosti k tomu nebo onomu stavu. Pokud bojoval za rovnost lidí, tak jak mu přisuzovali mnozí historici, tak především za jejich rovnost před Bohem.

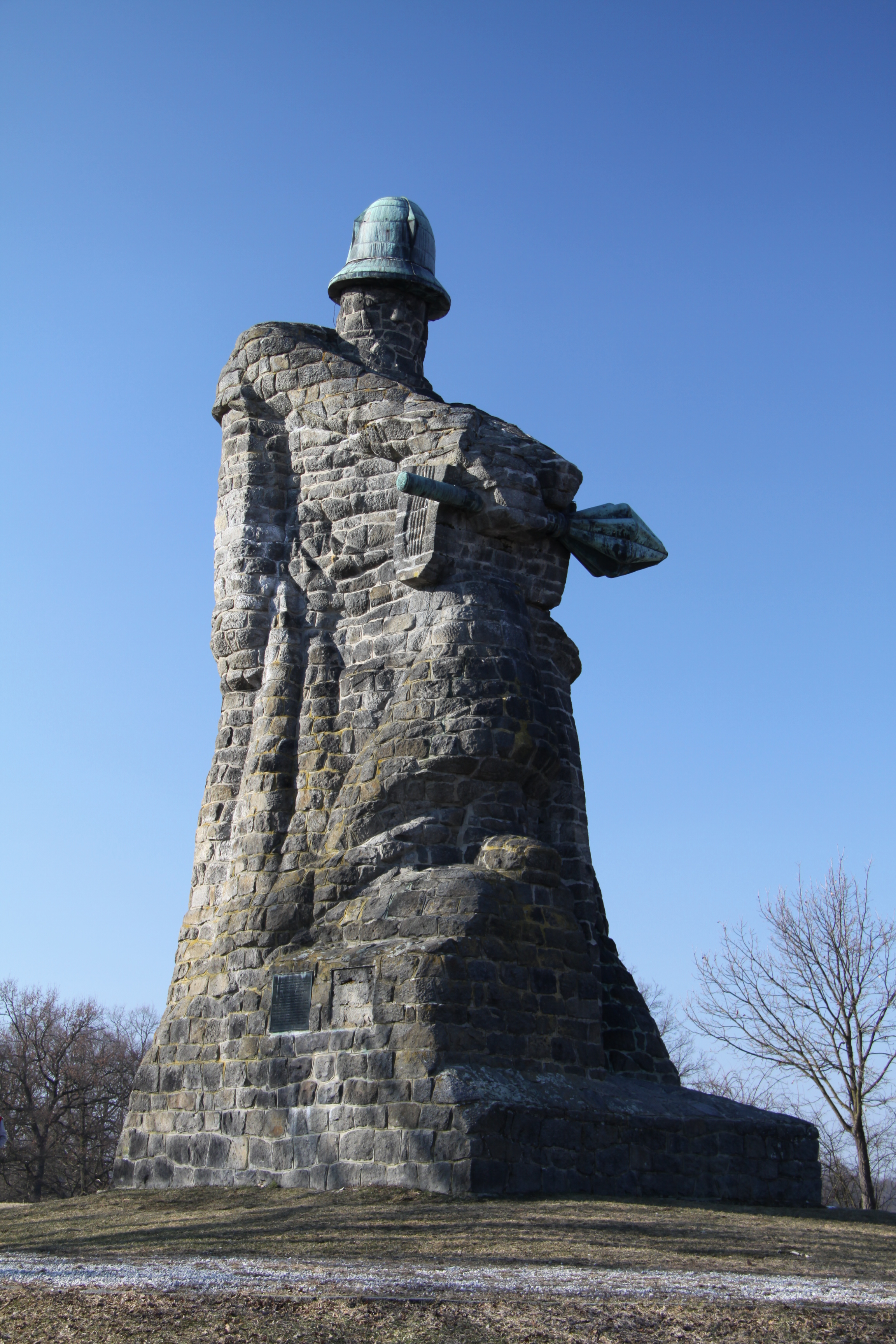
Emanuel Kodet: památník Jana Žižky na bojišti u Sudoměře

Velmi často, nicméně mimo dobový kontext, bývají posuzovány Žižkovy válečné krutosti, doprovázené obrazoborectvím. Tyto, z dnešního pohledu barbarské metody války, zahrnující vraždění, pálení bezbranných po stovkách aj., ovšem nebyly ve středověku unikum Žižky nebo Táboritů, totožná praxe byla běžná i v zahraničním prostředí. K tomu tématu profesor Čornej dodává, že se Žižkovo dějinné účinkování skutečně vyznačovalo značným nahromaděním hrůzných činů, přesahujících dobovou míru, avšak rozdíl od jiných válečných konfliktů éry vrcholného středověku spočíval spíše v kvantitě, a zároveň důslednosti, s níž nevidomý hejtman postupoval. Dále shledává, že Žižkův postup byl někdy jen odvetou za krutost nepřátel, jinak se vcelku stabilně řídil tradičními vzorci rytířského chování. Písemné prameny dokládají, že se většinou spokojil s tím, že nepřátele vyzval, aby přistoupili ke čtyřem artikulům, když tak v krátké době neučinili, dal pokyn k provedení exekuce či zahájení útoku. Svědomí měl čisté navzdory výtkám mistra Jakoubka ze Stříbra i Petra Chelčického, kteří byli přesvědčeni, že reformní boj se má vést pouze duchovní cestou. Pokud jde o válečné krutosti, Vavřinec z Březové, jenž obšírně hovoří o množství zločinů Táborů, u popisovaných krutostí Žižkovo jméno ohleduplně vynechává. Také mistr Jan z Příbrami, velký žalobce Tábora, nikde neoznačuje Žižku jako viníka nebo spoluviníka, ale své útoky směřuje proti táborským kněžím, konkrétně Korandovi.
| „             | Od ledna 1424 vystupuje Žižka jako prodloužená ruka boží, trestající bez milosti všechny, kteří mu kdy ublížili a kteří se odvážili vzdorovat jeho vůli. Tak dalece již v jeho mysli splýval osobní zápas s božím zákonem. Je možné si klást v této souvislosti otázku, do jaké míry bylo jeho fanaticky důsledné počínání ovlivněno úplnou či částečnou slepotou a blížícím se fyzickým koncem, spojeným snad s tělesnými neduhy, které překonával svým zaujetím a náboženskou exaltovaností. | “ |
| — Petr Čornej | |   |

Na základě písemných pramenů je patrné, že spolubojovníci chovali k Žižkovi hlubokou oddanost a značný respekt. Josef Pekař dokonce poznamenává, že jimi byl milován, nepochybně pro dobré stránky své povahy. Sympatie v tomto směru jistě vzbuzovala i nezištnost, s jakou sloužil své myšlence, neboť věrný své cti, se i přes své úspěchy na válečném poli nijak neobohatil. Nedal se podplatit a majetek pro něj neznamenal nic. Jediným jeho ziskem byl malý hrádek Kalich u Litoměřic. O velké náklonnosti jednoznačně hovoří i chování orebitů, kteří po hejtmanově smrti přijali jméno sirotci, a gesto Hradeckých, kteří prý podle Kroniky velmi pěkné o Janu Žižkovi Žižku na bílém koni, v rytířské zbroji a s palcátem, namalovali na prapor, pod nímž se účastnili následujících válečných událostí.

### Vojenské umění

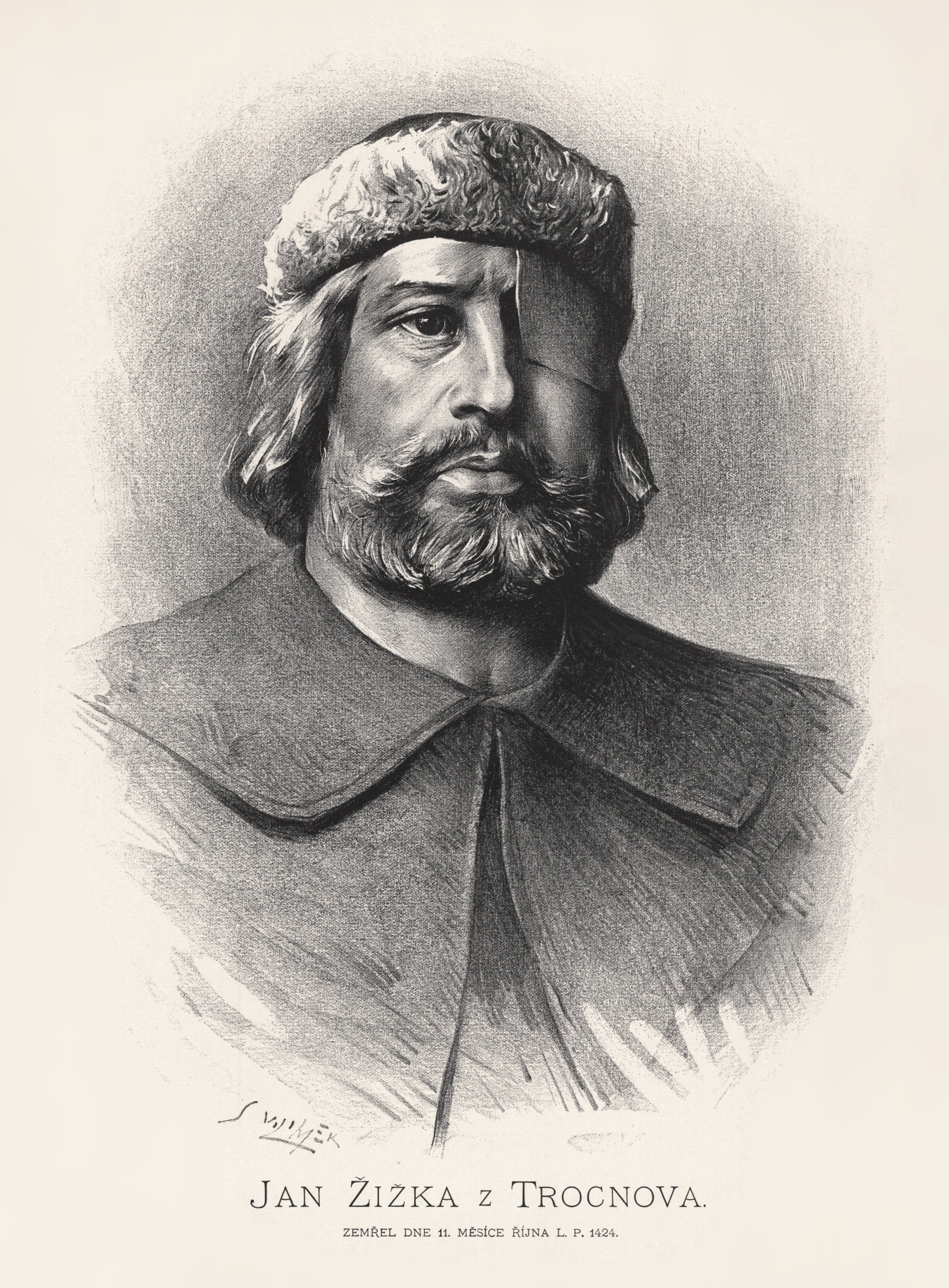
Jan Žižka podle Jana Vilímka

Ústředními devizami, které jsou neodmyslitelně spjaty s osobou Jana Žižky, zůstávají jeho válečnické dovednosti a inovace v organizaci vojenského potenciálu vojska, rekrutovaného především z řad městské a venkovské chudiny. Tradičně mu bývá připisováno autorství defenzivní taktiky, tzv. vozové hradby, ačkoliv k jejímu méně sofistikovanému použití docházelo sporadicky i v dřívějších dobách. Byla to však teprve myšlenka trocnovského hejtmana, jež ze selských vozů vytvořila pohyblivou hradbu, umožňující vedení ofenzivně-defenzivních bojových operací, schopnou odolat útoku těžké rytířské jízdy. Tento vojenský prvek do své výzbroje záhy převzaly i další husitské svazy a protivníci z okolních zemí a ve vojenské sféře se uplatnil po téměř celé následující století. Dalším, ve své době zcela ojedinělým počinem bylo Žižkovo vytvoření profesionalizovaných armád, které byly členěny na nižší organizační celky, jež byly schopny vzájemně spolupracovat nebo plnit samostatné úkoly. Svou doktrínu Žižka zakotvil ve vojenském řádu. Zároveň došlo k propracování systému finančního zabezpečení a zásobování. Zevrubné studium Žižkových tažení dokládá, že se po stránce takticko–strategické, v boji s mnohdy početnějším a lépe vyzbrojeným nepřítelem, snažil využít veškerých možných prostředků lsti, výhod terénu, překvapení, rychlosti pohybu i nenadálého přepadu nebo zrady. Při těchto akcích nepochybně zúročil i zkušenosti z let života, kdy se svými společníky, často pocházejícími z nejnižších vrstev společnosti, vedl drobnou válku proti Jindřichovi z Rožmberka a královskému městu České Budějovice. Podle Josefa Pekaře však za Žižkovými úspěchy na prvním místě nestál moment technický nebo taktický, ale psychologický. …byla to především mohutná sebedůvěra, jíž vyzbrojil vojáky. Žižkovo přesvědčení, že jsou bojovníky božími, tedy jistota nadpřirozené pomoci a jí daný fanatický elán v obraně i útoku.

## Čáslavské kosterní ostatky

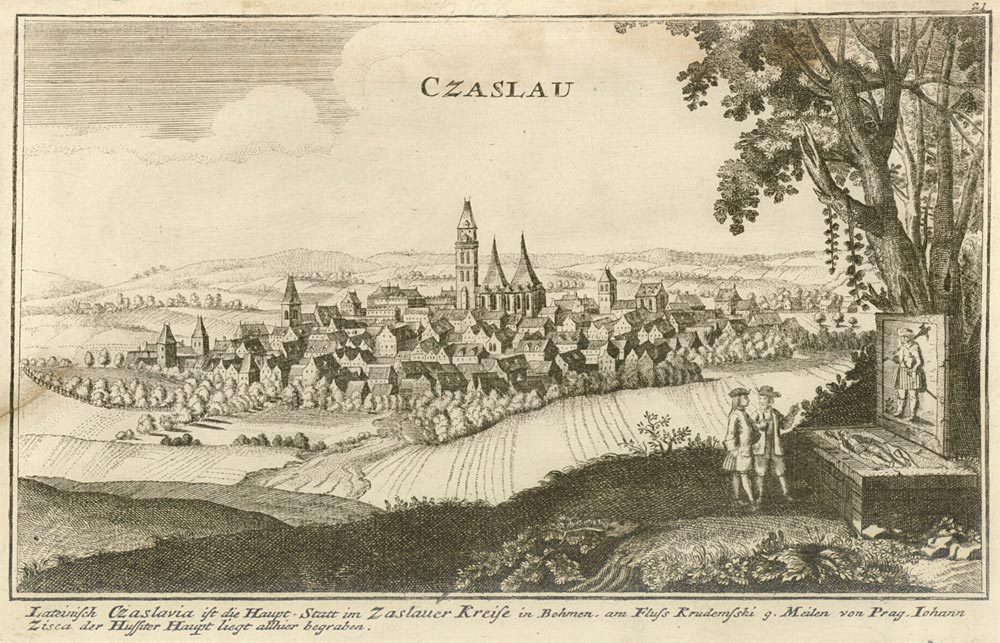
Vyobrazení Čáslavi z roku 1650. V pravém spodním rohu je zobrazen Žižkův hrob (kamenná tumba), v němž měla být uložena truhlice s vojevůdcovými ostatky. Nad památníkem prý visel železný palcát a naproti hrobu na pilíři pak kamenný talíř

Přestože ze zápisu ve Starých letopisech českých vyplývá, že Žižkovo tělo bylo pohřbeno v kostele svatého Ducha v Hradci Králové a později přeneseno do Čáslavi, zůstával osud ostatků husitského hejtmana značně diskutabilní. Důvodem byl především fakt, že ne všichni ze starých letopisců a středověkých kronikářů uváděli stejné datum prvního pohřbu a zaznamenali skutečnost o přenesení kostí do Čáslavi. Někteří čeští historici (Josef Šimák, Rudolf Urbánek, Karel Guth) proto tuto možnost odmítli. Jiní z historiků pro změnu zastávali názor, že tělo husitského vojevůdce bylo pochováno pouze v Čáslavi a královéhradecký pohřeb byl fraška. Pokud k převozu těla skutečně došlo, lze se domnívat, že se tak nestalo dříve, než v druhé polovině 15. století, neboť zhruba do této doby se datuje sepsání Kroniky velmi pěkné o Janu Žižkovi, v níž autor konstatuje: „I pochovali jsú jeho (Žižku) v Králové Hradci, a tu ležie.“ Některé verze (R a G) Starých letopisů českých pak dokládají, že po roce 1471 již byli autoři s přemístěním ostatků obeznámeni. Důvod exhumace prozatím není znám. Mezi indicie, jež potvrzují převoz z Hradce Králové do Čáslavi, patří především opakované zmínky kronikářů o truhle s ostatky, zprávy o existenci kamenného kenotafu a vědomosti o návštěvách významných osobností u tohoto památníku. Dále jsou známy čtyři zprávy o zničení náhrobku a o pokusech o nalezení a zničení veškerých památek na Jana Žižku v Čáslavi, které měla na svědomí pobělohorská protireformační strana. Její stoupenci se nejprve domnívali, že Žižkovy kosti byly uloženy v kenotafu, ten však byl prázdný. Po tomto neúspěchu se je pokusili nalézt uvnitř čáslavského kostela sv. Petra a Pavla a pravděpodobně v roce 1741 zde objevili několik kosterních pozůstatků, které nechali katem veřejně spálit na čáslavském náměstí. Další pokusy o nalezení místa Žižkova posledního odpočinku následovaly v letech 1801, 1875, 1880 a 1901.

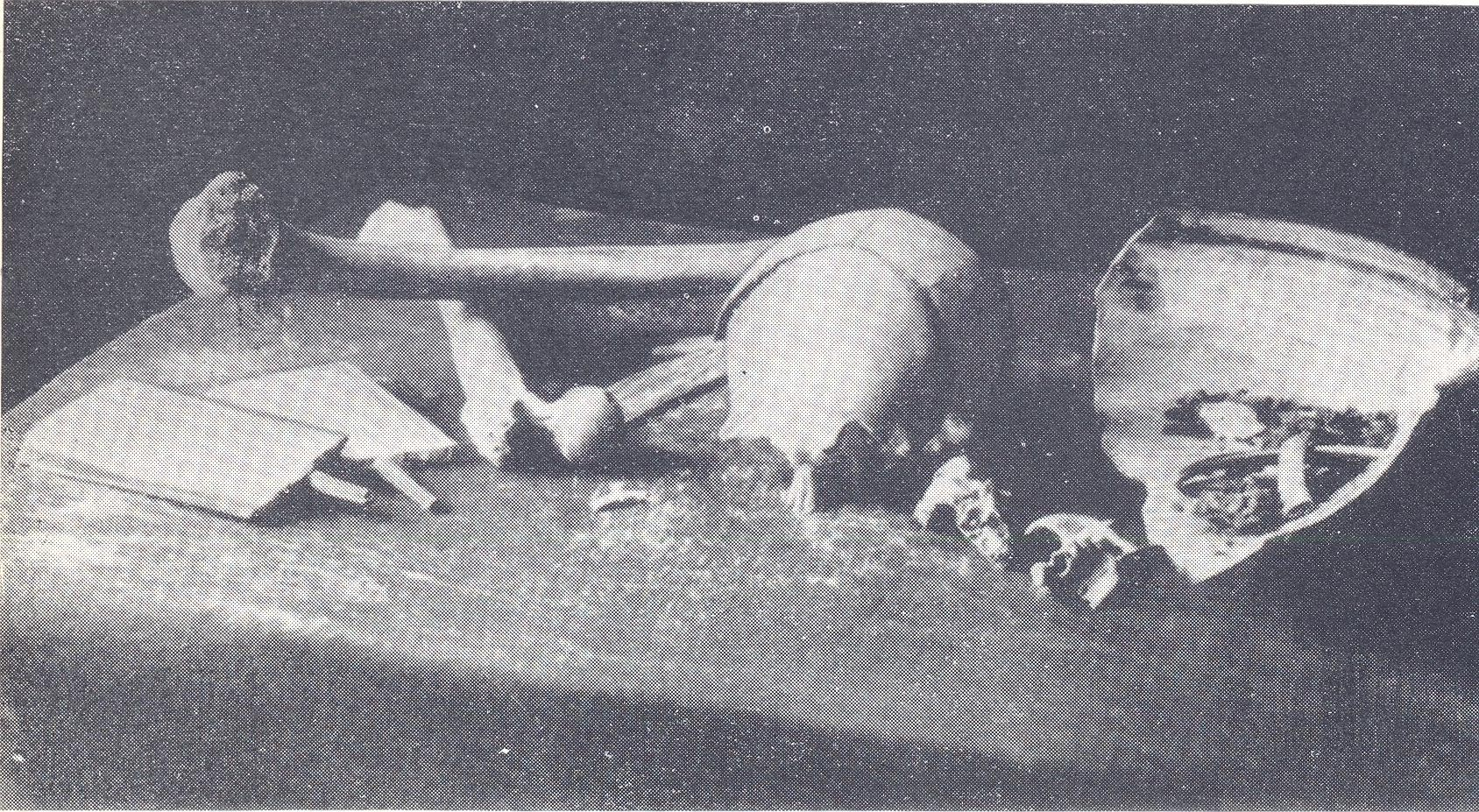
Fotografie čáslavského nálezu několik dnů po vyzvednutí z výklenku. Nález obsahoval kosterní pozůstatky dvou mužů a jedné ženy

Nečekaný úspěch se dostavil 21. listopadu 1910, kdy byl při rekonstrukčních pracích uvnitř chrámu nalezen 115 cm vysoký a 84 cm hluboký a široký výklenek, který byl podle architekta Kamila Hilberta vestavěný do zdi kostela při stavbě věže kolem roku 1450. Na dně výklenku byly nalezeny dvě zkřížené stehenní kosti, poškozená kalva a kus kameninové mísy. Kolem zkřížených kostí byly uloženy další zbytky kostí lebky a ostatní kostry, dvě dřevěné destičky a chuchvalec ztrouchnivělého tkaniva. K zajištění místa byly přizváni experti archeologické komise při Akademii věd a umění v Praze. O nálezu v lednu 1911 referoval profesor Jindřich Matiegka, jenž nalezené kosti prohlásil za pozůstatek po Janu Žižkovi. Svůj závěr učinil na základě morfologických vlastností kostí, zejména jednookosti objevené mozkovny, nálezovým okolnostem a s přihlédnutím k nejstarším vyobrazením husitského vojevůdce. Celý výzkum však doprovázela jistá nedůvěra, která pramenila z aktivity čáslavských patriotů, ti ve snaze nález historicky podepřít umístili do výklenku v protilehlé straně pod věží nápis na deskách staré knihy: „Kosti slavného vůdce českého Jana Žižky v protější zdi tajně se chovají.“ Díky tomuto podvrhu byl celý výzkum na více než čtyři desítky let zpochybněn. 
Teprve v roce 1962 vyšetřil tzv. čáslavskou kalvu profesor Otakar Hněvkovský a v roce 1966 byla prozkoumána odborníky z Archeologického ústavu ČSAV v Praze v čele s antropologem Emanuelem Vlčkem. Výzkum vedl k závěru, že jde o kosterní pozůstatek jedince mužského pohlaví, jehož stáří nepřekročilo hranici 50 let, ovšem vzhledem ke špatné (neúplné) dochovanosti „nelze tuto kalvu připsati žádné určité osobě“, ale „morfologická fakta ... uznání pravosti lebky neodporují, pokud tato bude prokázána historicky“. (Údaj o stáří jedince, jemuž náležely zbytky kostí, Emanuel Vlček později pozměnil na 50 ± 10 let.) Dále bylo zjištěno, že krajiny obou očnic nesou vyhojená poranění. Levé oko bylo poraněno pravděpodobně úderem sečné zbraně před ukončením růstu individua, pravý nadočnicový oblouk nese známky procesů probíhajících při hojení opouzdřeného hematomu, který lze vysvětlit tupým násilím vedeným na krajinu pravého oka. Toto hojení probíhalo nedlouho před smrtí jedince a za předpokladu, že kalva skutečně patřila Janu Žižkovi, je pravděpodobné, že jeho příčinou mohlo být poranění u hradu Rábí.
V 80. letech 20. století byl z iniciativy historika Miroslava Ivanova čáslavský nález znova detailně prozkoumán odbornými pracovníky z oboru soudního lékařství, geologie, antropologie a makromolekulární chemie. Nejprůkaznější výsledky však přinesla tehdy ojedinělá paleosérologická metoda, prováděná v Budapešti Dr. Imre Lengyelem, díky níž bylo prokázáno, že nalezená část pravého žebra, levá stehenní kost a kalva patřily muži, jemuž bylo ve chvíli smrti 61–65 let. Tento výsledek přesně korespondoval s datem Žižkova narození kolem roku 1360 a datem úmrtí v roce 1424.
Zmíněné ostatky jsou uloženy v tzv. Žižkově síni, která se nachází v čáslavském informačním centru v budově barokní radnice na náměstí Jana Žižky z Trocnova.

## Vojenské tradice
- Na přelomu roku 1916 a 1917 byl nově vznikající 3. střelecký pluk Československých legií na Rusi pojmenován „Pluk Jana Žižky z Trocnova“[208]
- V Jugoslávii působila od roku 1943 I. československá brigáda Jana Žižky z Trocnova
- V roce 1943 byl jeden z tanků T 34 1. Československé samostatné brigády v SSSR pojmenován Jan Žižka[209]
- V roce 1944 působila na Moravě 1. československá partyzánská brigáda Jana Žižky

## Jan Žižka ve filmu
| Zdeněk Štěpánek | ve filmu z r. 1956, režie Otakar Vávra |
| Ben Foster      | ve filmu z r. 2022, režie Petr Jákl    |